# Anne-Marie de Danemark
Vous lisez un « bon article » labellisé en 2016.  Il fait partie d'un « thème de qualité ».
Titres
Épouse du prétendant au trône de Grèce
1er juin 1973 – 10 janvier 2023
(49 ans, 7 mois et 9 jours)
Reine des Hellènes
18 septembre 1964 – 1er juin 1973
(8 ans, 8 mois et 14 jours)
Anne-Marie de Danemark (en danois : Anne Marie af Danmark ; en grec moderne : Άννα-Μαρία της Δανίας / Anna-María tis Danías), princesse de Danemark et, par son mariage, reine des Hellènes, est née le 30 août 1946 à Copenhague, au Danemark. Troisième fille du roi Frédéric IX de Danemark et épouse du roi Constantin II de Grèce, elle est reine des Hellènes de 1964 à 1973.
Anne-Marie de Danemark grandit à Copenhague, au milieu d'une famille soudée et aimante. Formée à l'école Zahle et dans des internats suisses, elle étudie la puériculture avant d'épouser son cousin, le jeune roi Constantin II de Grèce, en 1964. Devenue reine des Hellènes à l'âge de dix-huit ans, elle prend la tête de différentes organisations de bienfaisance mais se révèle rapidement une souveraine timide et discrète. Tandis que la Grèce traverse une grave crise politique, due à la fois aux tensions entre son époux et le Premier ministre Geórgios Papandréou et à la crise chypriote, Anne-Marie se consacre à son foyer et donne le jour à la princesse Alexia (1965) et au diadoque Paul (1967).
Le 21 avril 1967, une faction de l'armée organise un coup d'État et impose sa dictature à la Grèce. Pris au dépourvu, Constantin II reconnaît le nouveau régime mais organise un contre-coup d'État le 13 décembre 1967. Sa tentative ayant échoué, il est chassé du pays avec le reste de la famille royale, sans que la république soit pour autant proclamée par les militaires. Réfugiée à Rome jusqu'en 1973, Anne-Marie reste officiellement reine des Hellènes durant cinq ans, ce qui lui vaut d'être invitée à de nombreux événements internationaux, mais ni elle ni son mari ne sont autorisés à rentrer dans leur pays. C'est d'ailleurs en exil que naissent leurs trois derniers enfants : Nikólaos (1969), Théodora (1983) et Phílippos (1986).
Le début des années 1970 est une période difficile pour Anne-Marie. Son couple se distend et elle envisage un moment le divorce. La proclamation de la République en Grèce (1973) et le maintien des mesures d'exil par les nouvelles institutions (1974) mettent un terme aux espoirs de restauration. Par la suite, les relations de l'ancien couple royal avec sa patrie restent compliquées. L'ex-roi des Hellènes et sa parentèle sont autorisés à se rendre en Grèce seulement une journée en février 1981 puis plus longuement à l'été 1993, mais ce second séjour provoque de vives tensions avec les autorités républicaines. En 1994, le gouvernement confisque les biens de l'ex-dynastie et lui retire, en même temps, la nationalité grecque. Constantin II se lance alors dans une bataille juridique qui va jusqu'à la Cour européenne des droits de l'homme. Avec les indemnités obtenues, l'ex-roi crée la fondation Anne-Marie en l'honneur de son épouse (2003). Un an plus tard, Constantin et Anne-Marie sont officiellement autorisés à rentrer dans leur pays et s'installent définitivement à Porto Heli en 2013. Le couple mène ensuite une vie relativement discrète en Grèce et Anne-Marie y soutient différentes activités caritatives. Après près de soixante ans de mariage, son époux, Constantin II, meurt en 2023 à l'âge de 82 ans.

## Famille
Anne-Marie est la troisième et dernière fille du roi Frédéric IX de Danemark (1899-1972) et de la princesse Ingrid de Suède (1910-2000), elle-même fille du roi Gustave VI Adolphe de Suède (1882-1973) et de la princesse Margaret du Royaume-Uni (1882-1920). Elle a deux sœurs aînées : la reine Margrethe II de Danemark (1940) et la princesse Benedikte de Danemark (1944).
Le 18 septembre 1964, Anne-Marie épouse, à la cathédrale d'Athènes, le roi Constantin II de Grèce (1940-2023), lui-même fils du roi Paul Ier de Grèce (1901-1964) et de la princesse Frederika de Hanovre (1917-1981).
Les deux époux ont donc la particularité généalogique d'être à la fois des descendants du roi Christian IX de Danemark (1818-1906), surnommé « le beau-père de l'Europe », et de la reine Victoria du Royaume-Uni (1819-1901), surnommée « la grand-mère de l'Europe ».
Du mariage d'Anne-Marie et de Constantin II naissent cinq enfants :
- Alexia de Grèce (1965), princesse de Grèce et de Danemark, qui épouse, le 9 juillet 1999, le roturier[1],[2] espagnol Carlos Morales Quintana (1970) ;
- Paul de Grèce (1967), diadoque de Grèce et prince de Danemark, qui épouse, le 1er juillet 1995, la roturière[3] anglo-américaine Marie-Chantal Miller (1968) ;
- Nikólaos de Grèce (1969), prince de Grèce et de Danemark, qui épouse, en premières noces, le 25 août 2010, la roturière[3],[4] suisso-vénézuélienne Tatiana Blatnik (1980), dont il divorce en 2024, puis, en secondes noces, le 7 février 2025, la roturière grecque Chrysí Vardinogiánnis (1981) ;
- Théodora de Grèce (1983), princesse de Grèce et de Danemark, qui épouse, le 28 septembre 2024, le roturier[5] américain Matthew Kumar (1983) ;
- Phílippos de Grèce (1986), prince de Grèce et de Danemark, qui épouse civilement, le 12 décembre 2020, et religieusement, le 23 octobre 2021 la roturière[6] suisse Nina Flohr (1987).

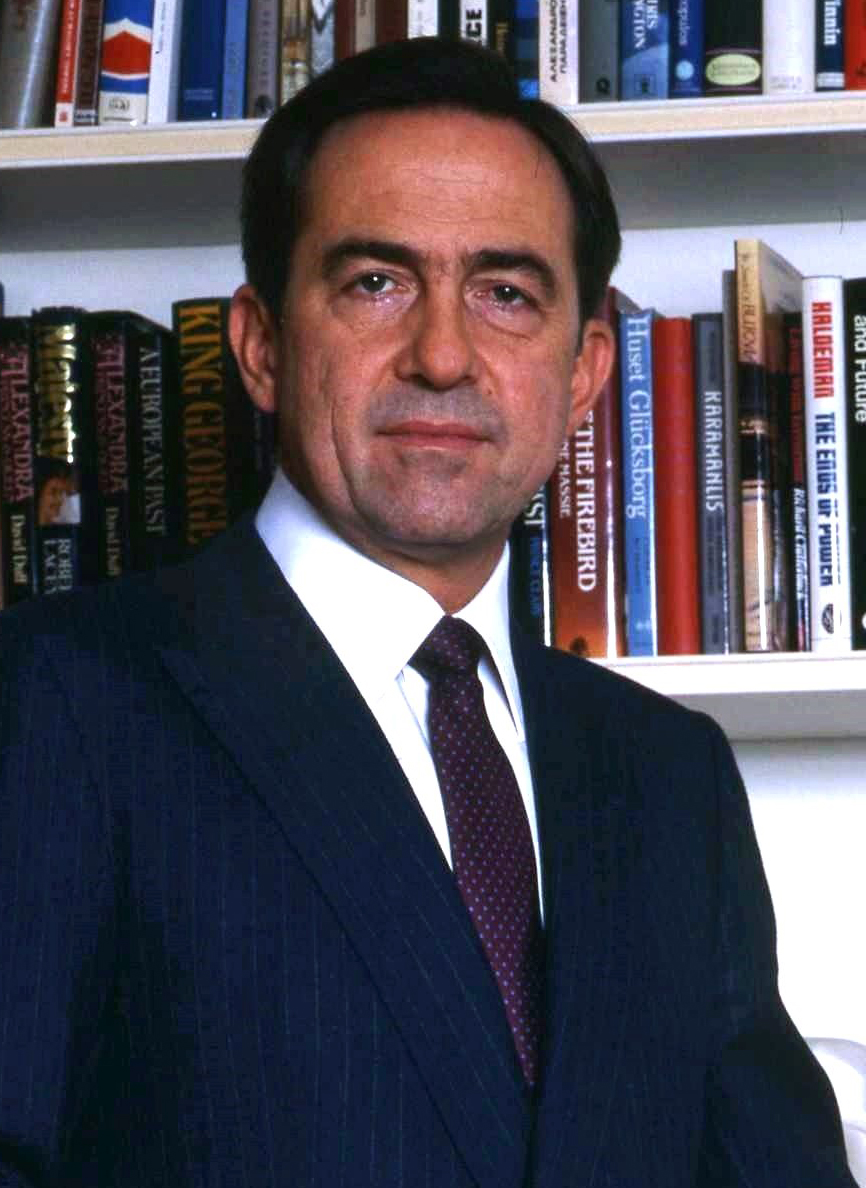
Constantin II de Grèce
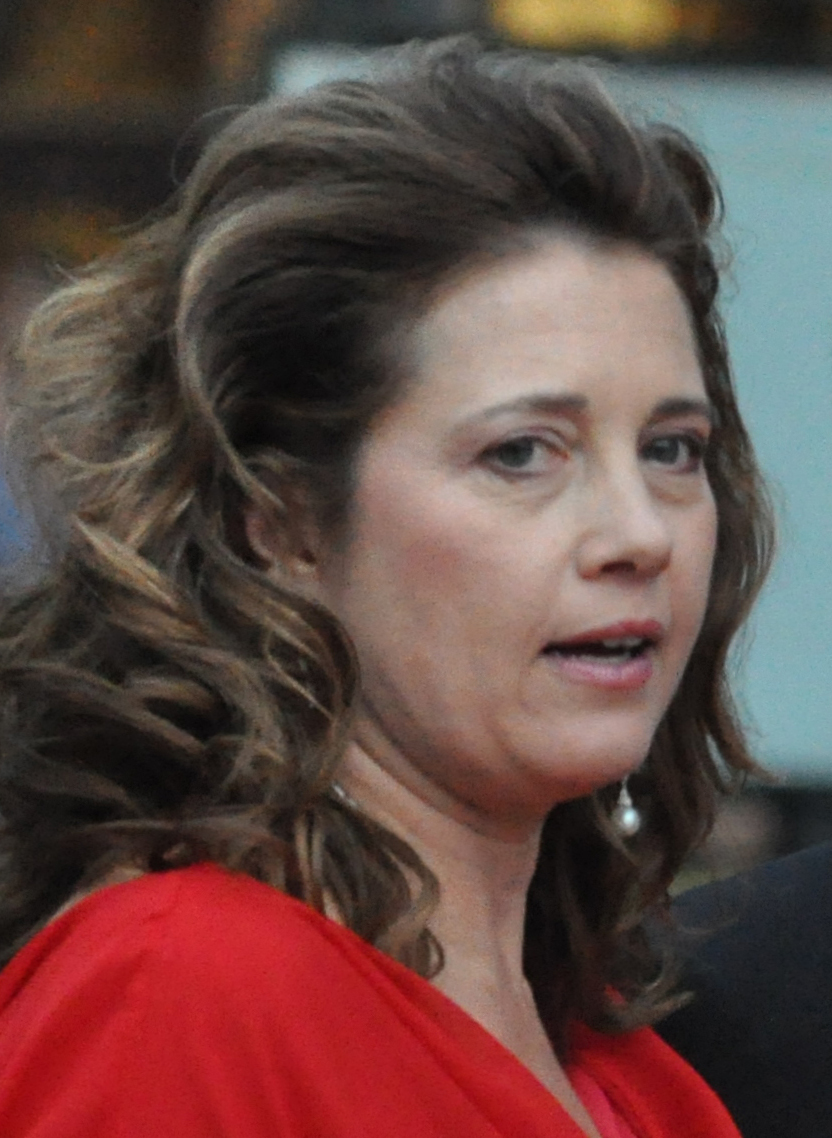
Alexia de Grèce
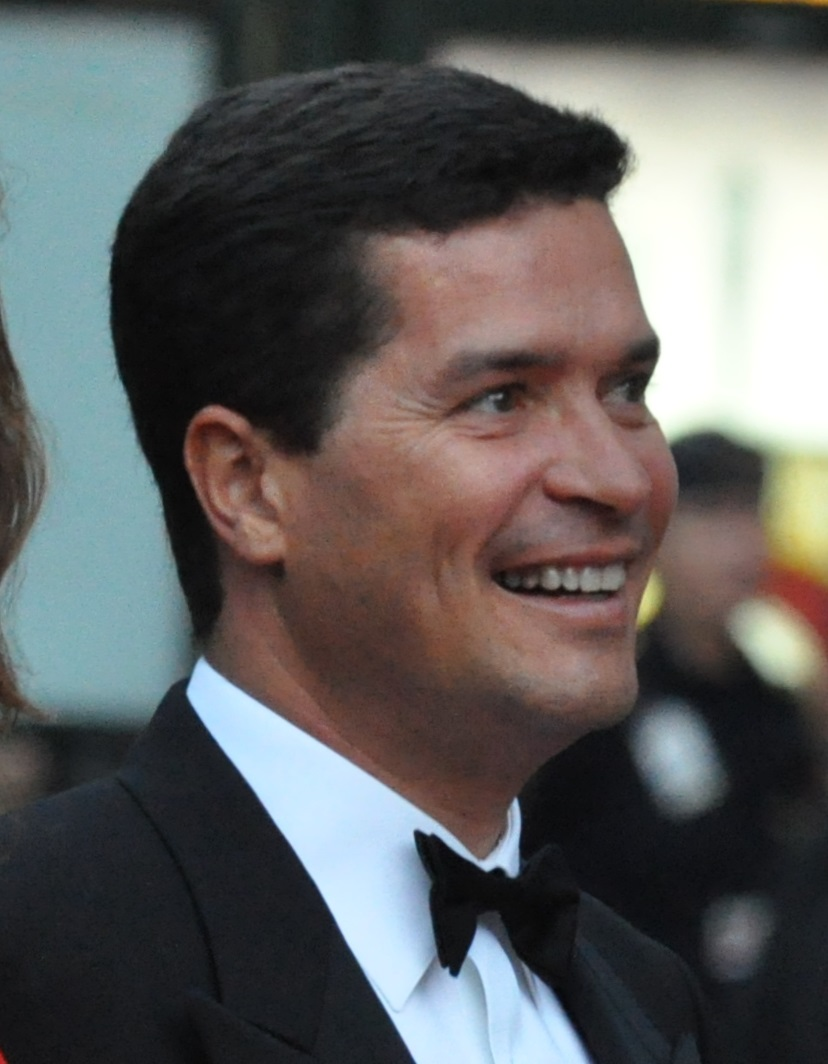
Carlos Morales Quintana
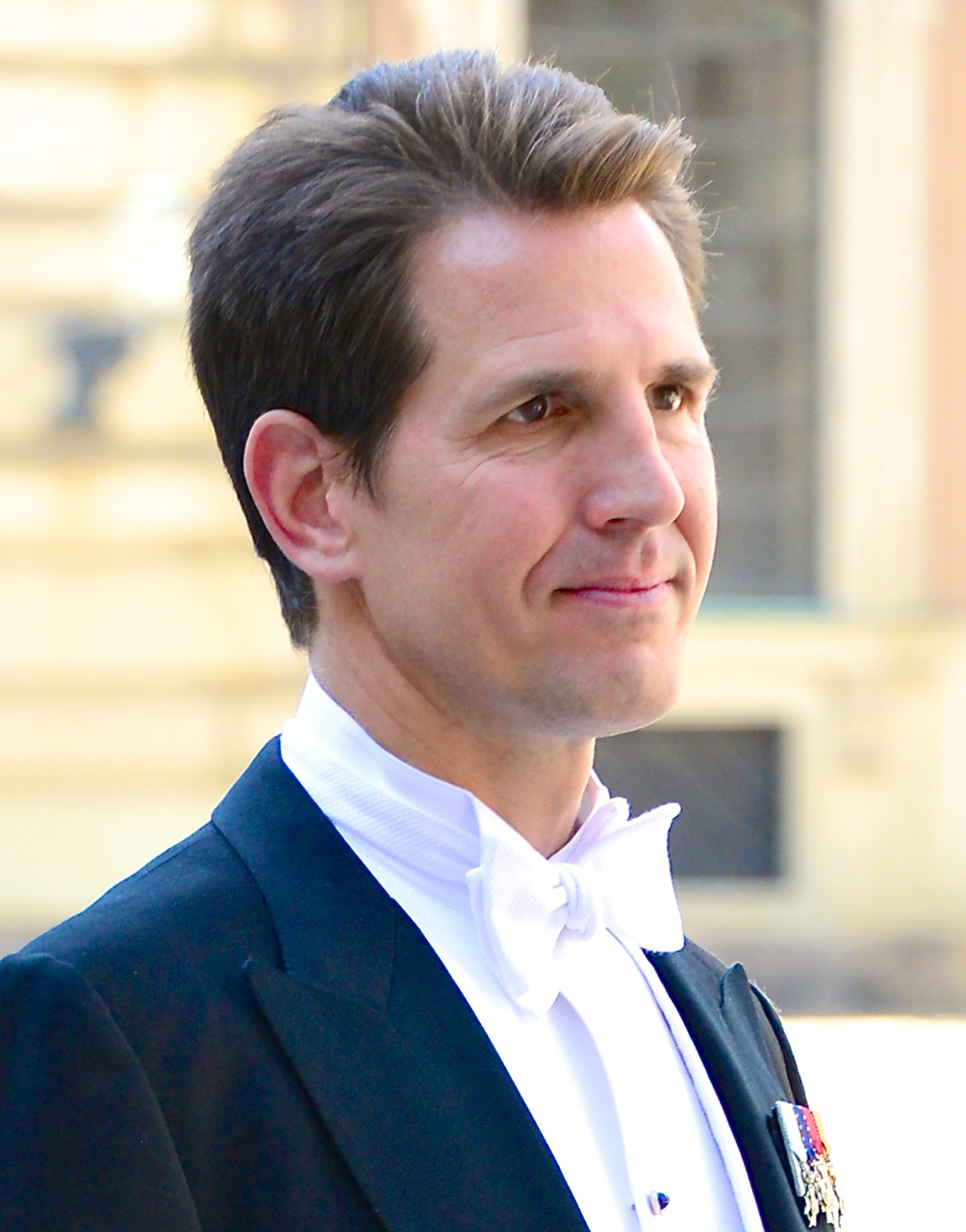
Paul de Grèce

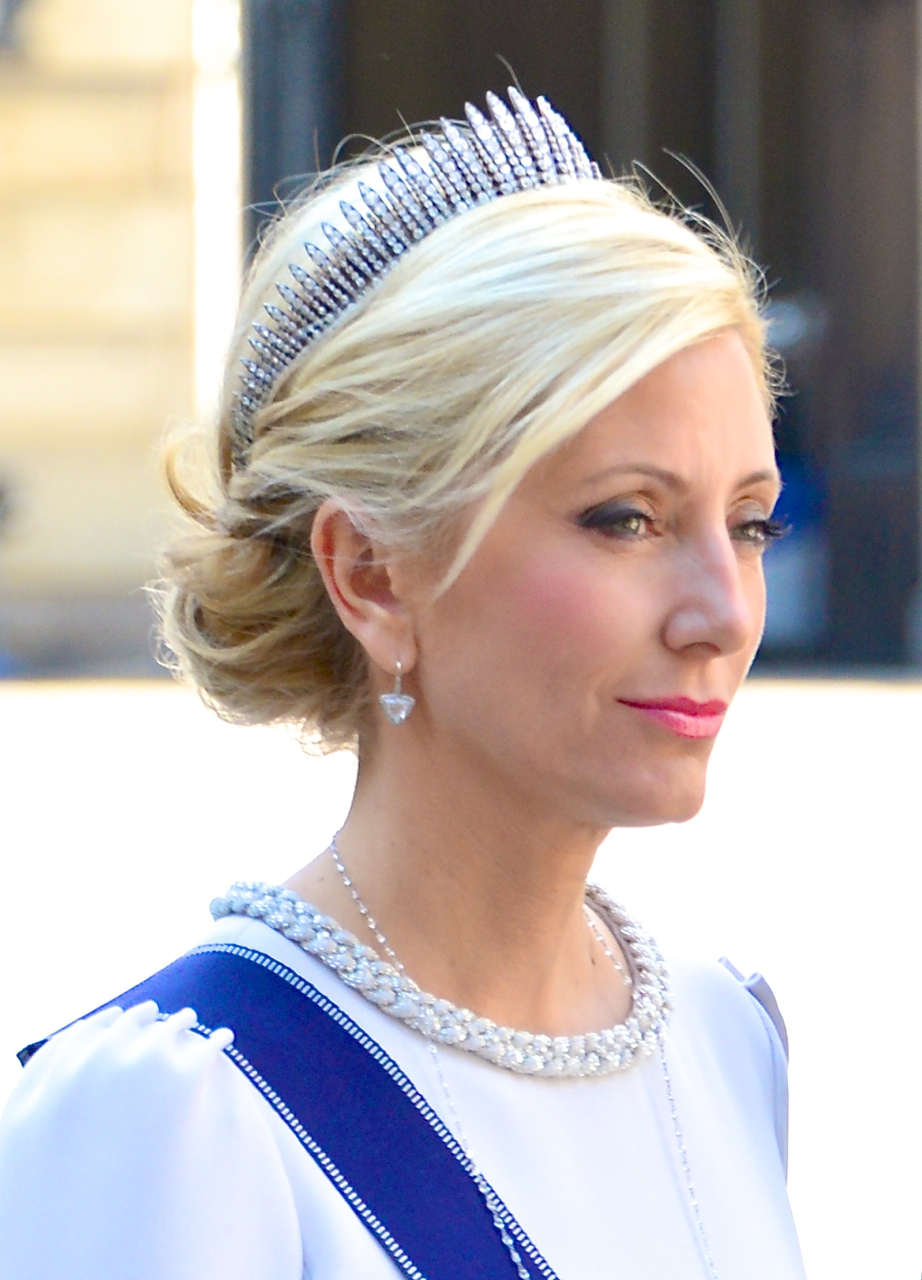
Marie-Chantal Miller
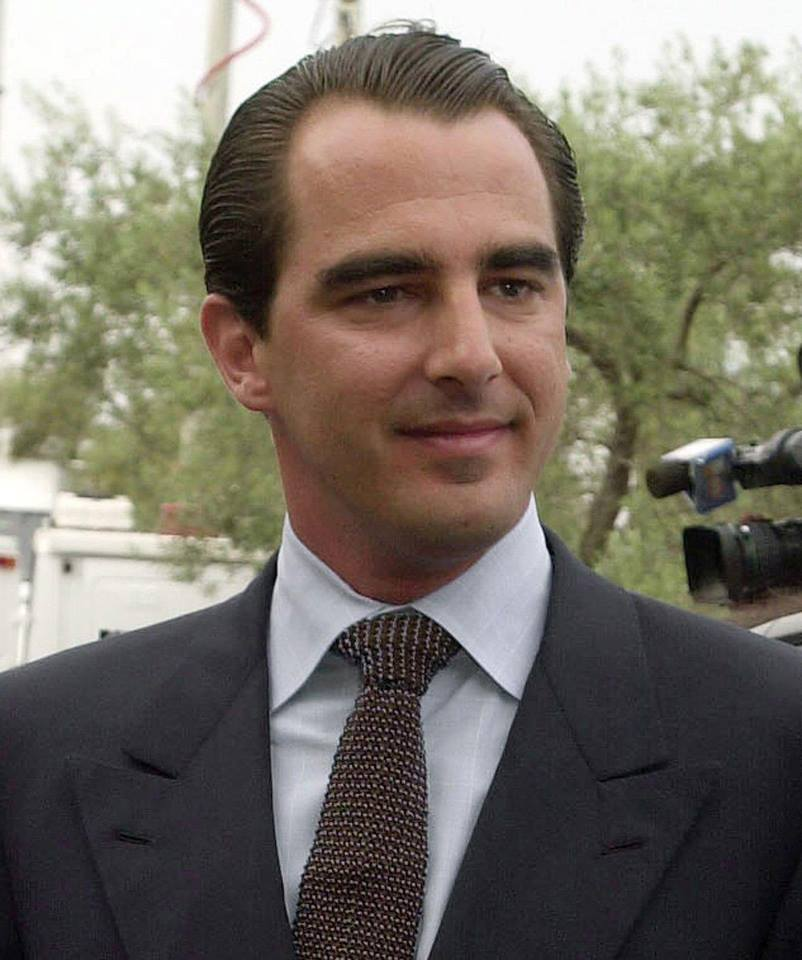
Nikólaos de Grèce
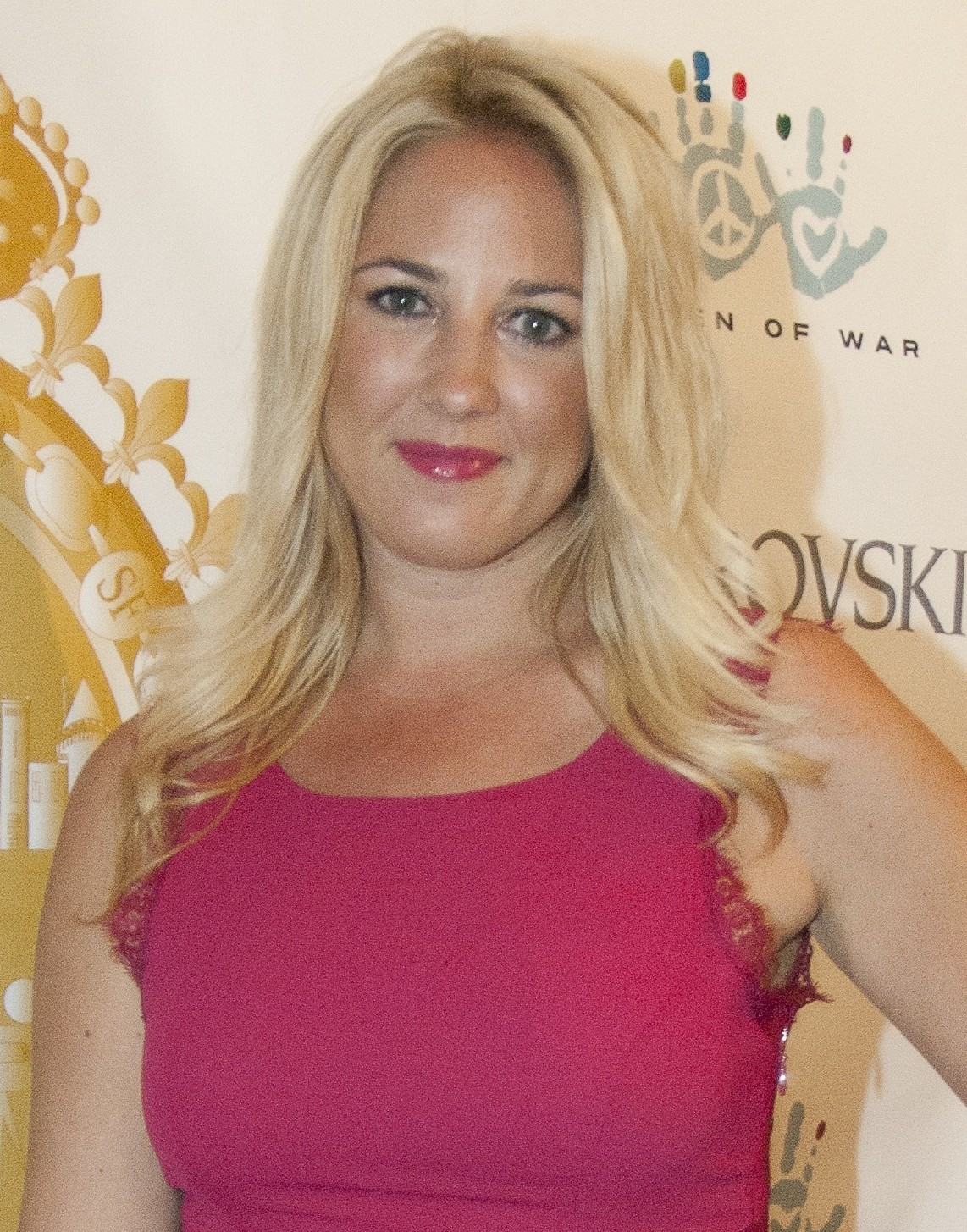
Théodora de Grèce
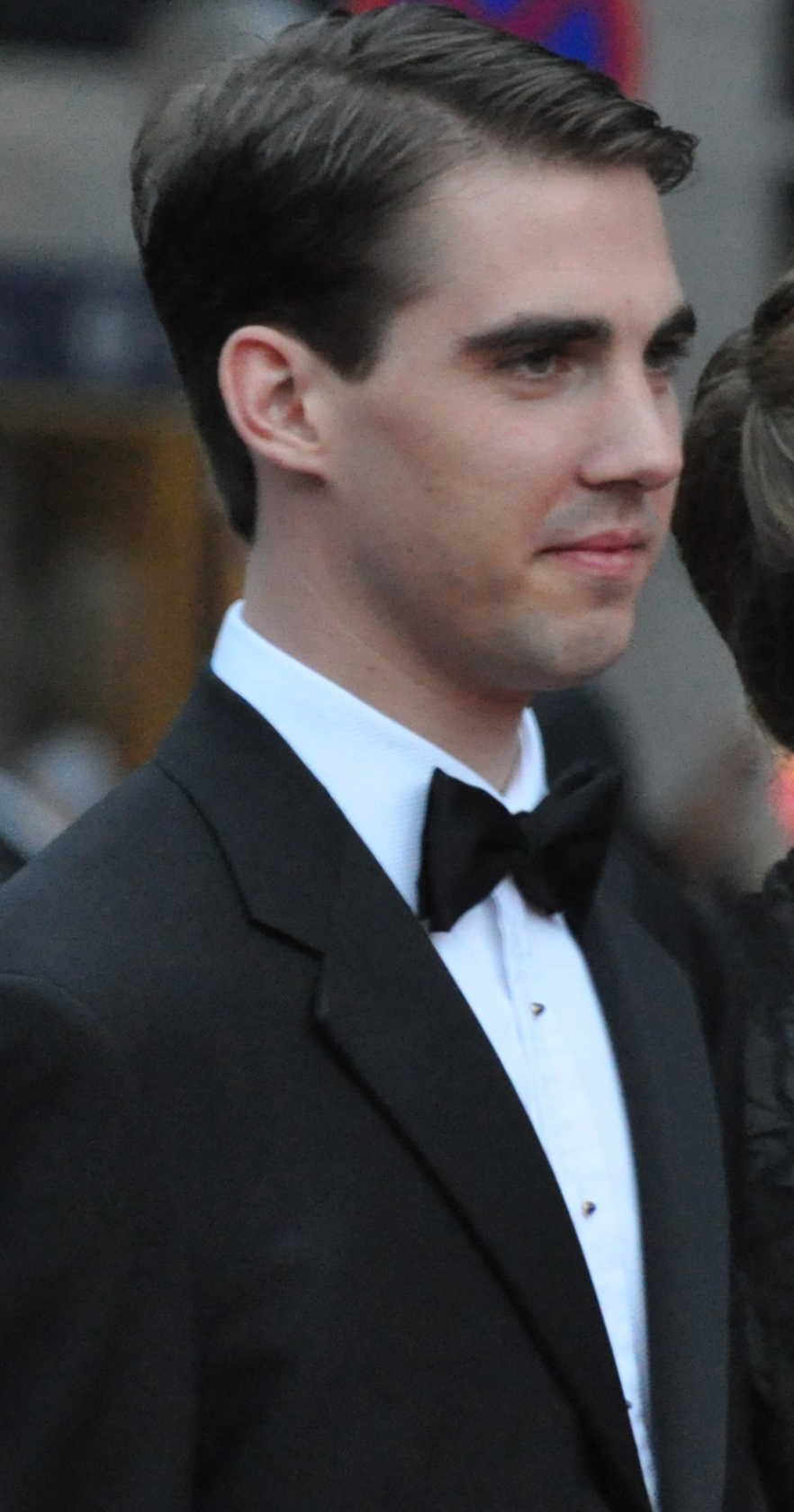
Phílippos de Grèce

## Biographie

### Naissance et baptême

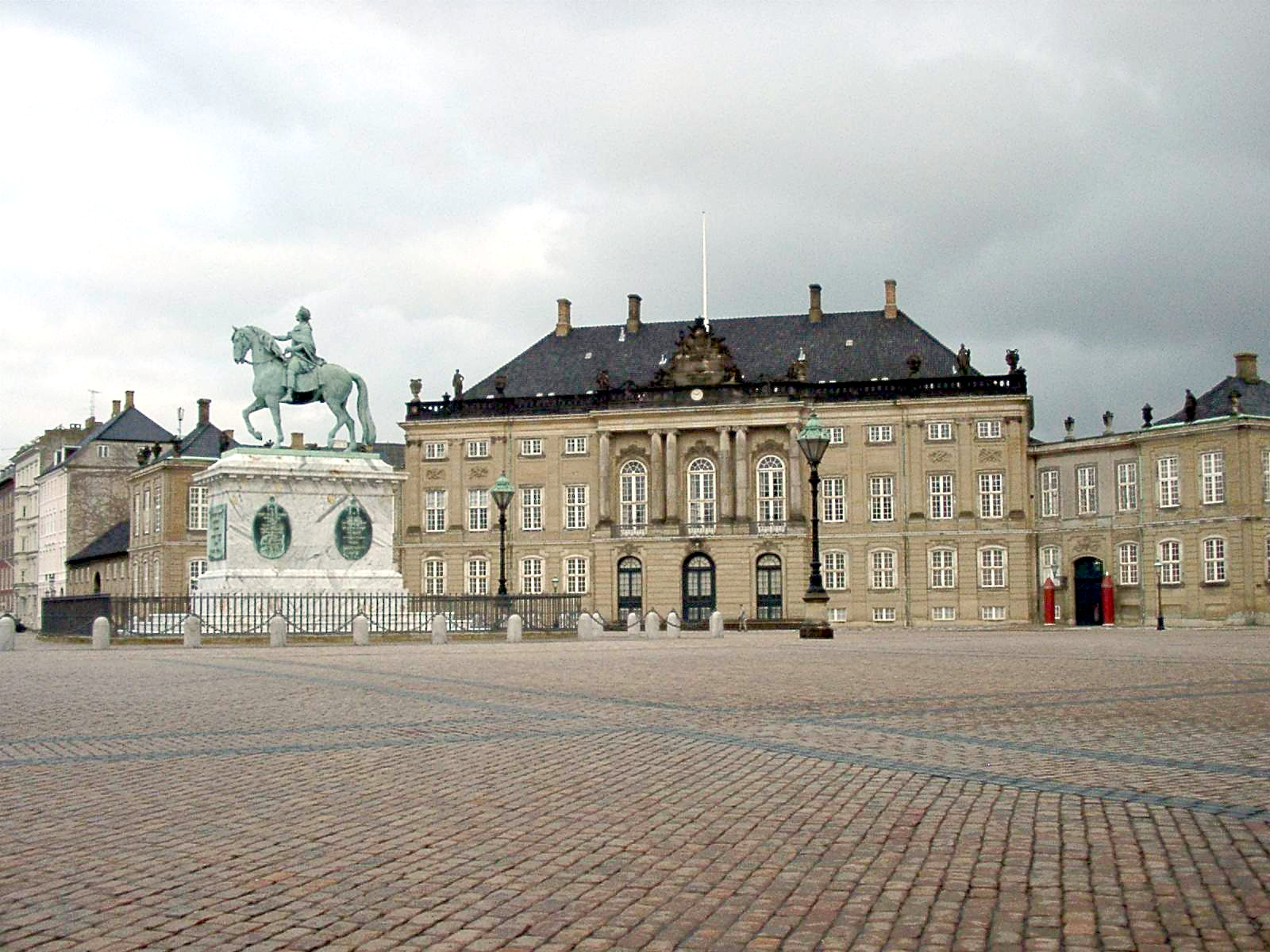
Le palais Frédéric VIII, à Copenhague.

La future reine des Hellènes voit le jour le 30 août 1946 dans la demeure de ses parents, le palais Frédéric VIII, lui-même intégré au complexe d’Amalienborg, résidence principale de la famille royale de Danemark, dans le quartier de Frederiksstaden, au centre de Copenhague,.
L'enfant est baptisée le 10 octobre 1946 à l'église Holmens de Copenhague avec les noms d'Anne-Marie Dagmar Ingrid. Ses parrains et marraines sont le roi Christian X et la reine Alexandrine, le prince héritier Gustave-Adolphe de Suède, le prince Bertil de Suède, le roi Haakon VII de Norvège, le prince Georges de Grèce, la princesse héritière Märtha de Norvège, la reine Mary du Royaume-Uni, la princesse Dagmar de Danemark et la princesse héritière Juliana des Pays-Bas.

### Enfance et jeunesse

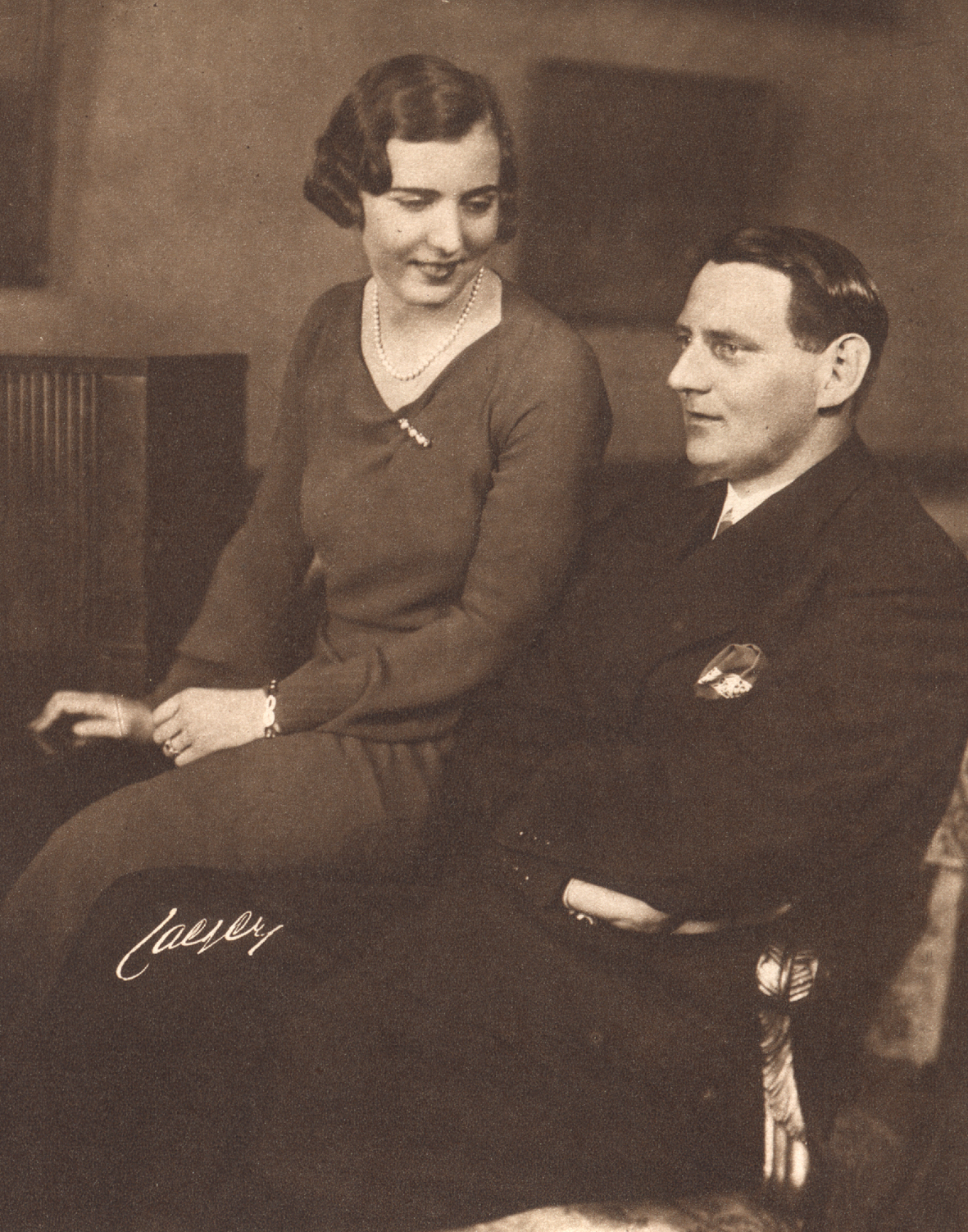
Le roi Frédéric IX et la reine Ingrid de Danemark (1935).

Née à la toute fin du règne de son grand-père, le roi Christian X de Danemark, Anne-Marie n'a pas un an lorsque son père monte sur le trône sous le nom de Frédéric IX. En dépit des problèmes d'alcool de celui-ci et du conservatisme de sa mère, la reine Ingrid, l'enfant grandit dans un foyer stable et aimant, aux côtés de ses sœurs aînées, les princesses Margrethe et Benedikte.
Anne-Marie suit l'essentiel de sa scolarité à l'école Zahle de Copenhague, entre 1952 et 1963. En 1961, la princesse effectue cependant un séjour dans un pensionnat anglais, Chatelard School for Girls, situé à Montreux, en Suisse. Puis, en 1963-1964, elle fréquente un autre pensionnat de la même ville, Le Mesnil, afin d'y améliorer son français,. Revenue au Danemark, elle travaille un temps comme puéricultrice, suivant en cela les désirs de sa mère, qui souhaite faire d'elle une parfaite femme au foyer.
Jeune fille timide, et même un peu terne (au moment de son mariage, son grand-oncle Alphonse d'Orléans la surnomme ironiquement « Le Monde du silence », en référence au film de Jacques-Yves Cousteau), Anne-Marie a cependant la réputation d'être la plus belle des trois filles du roi de Danemark. Comme son père, elle adore la musique classique et se montre, par ailleurs, passionnée par les biographies historiques.

### Fiançailles et mariage

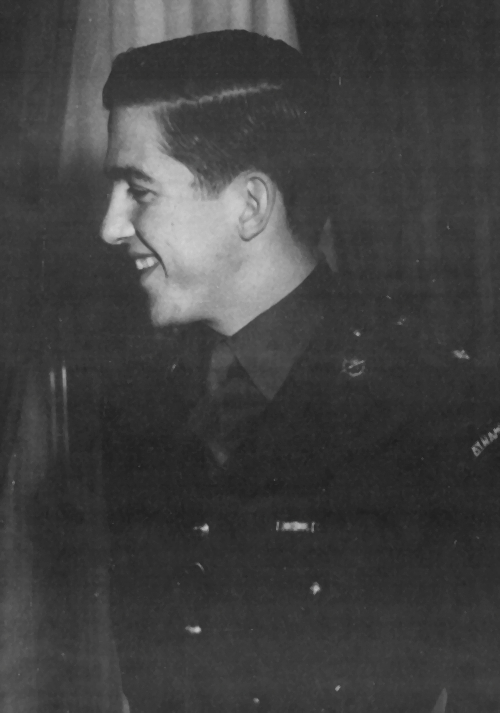
Le diadoque Constantin de Grèce en 1959.

En 1959, Anne-Marie est âgée de seulement treize ans lorsqu'elle rencontre, pour la première fois, le diadoque Constantin de Grèce, lors d'une visite officielle de ses parents, le roi Paul Ier et la reine Frederika, en Scandinavie,. Les deux jeunes gens se retrouvent ensuite une deuxième fois au Danemark en 1961 et se fiancent secrètement, car Frédéric IX juge sa fille beaucoup trop jeune pour le mariage,. Cela n'empêche pas l'héritier du trône de Grèce de multiplier, dans le même temps, les liaisons avec des actrices (comme Aliki Vouyouklaki) et des personnalités du gotha (comme la comtesse Xenia Cheremetiev).
Anne-Marie et Constantin sont à nouveau réunis en mai 1962, à l'occasion du mariage de Sophie de Grèce, sœur aînée du diadoque, avec le prince Juan Carlos d'Espagne, à Athènes. La princesse danoise, qui figure parmi les demoiselles d'honneur de sa future belle-sœur, passe alors beaucoup de temps en compagnie du jeune homme et leurs fiançailles sont officialisées auprès de leurs deux familles peu de temps après,. En 1963, Anne-Marie et Constantin se retrouvent encore une fois en Grèce lors des célébrations du centenaire de la monarchie hellène. C'est alors que leurs fiançailles sont annoncées publiquement. Par la suite, la princesse se lance dans l'étude du grec moderne et de l'histoire de son futur pays.
Le mariage des deux jeunes gens est programmé pour septembre 1964 et des pourparlers sont engagés, entre Copenhague et Athènes, pour définir la dot de la fiancée. Selon la revue danoise Aktuell, la mère de Constantin exige, au départ, la somme d'un million de dollars, chiffre démenti officiellement par la suite. D'après le magazine Point de vue, les deux cours s'entendent finalement sur la somme de deux millions de couronnes danoises, déposées dans une banque suisse. Le décès inattendu du roi Paul Ier, le 6 mars 1964, vient compliquer l'organisation du mariage car il fait de Constantin le nouveau roi des Hellènes. À la demande de la reine douairière Frederika, la cérémonie est cependant maintenue à la date du 18 septembre. Le 30 août 1964, jour de ses dix-huit ans, Anne-Marie renonce à ses droits sur le trône de Danemark.
L'union d'Anne-Marie et de Constantin donne lieu à des festivités encore plus fastueuses que celles organisées pour la princesse Sophie en 1962. Elles réunissent des représentants de la plupart des dynasties européennes et sont l'occasion d'un immense spectacle pyrotechnique, auquel assistent pas moins de 100 000 personnes sur l'Acropole. Le faste déployé est aussi prétexte à de nombreuses critiques, tant la situation de la plupart des Grecs est misérable en comparaison.

### Reine des Hellènes
Devenue reine à l'âge de dix-huit ans, la timide Anne-Marie peine à s'affirmer dans son rôle de souveraine. Le photographe Cecil Beaton, qui la rencontre en 1967, la juge ainsi belle mais trop jeune pour sa fonction, trop peu cérémonieuse et finalement sans caractère. Plus dur encore, le biographe Jeffrey Lee estime qu'Anne-Marie est une reine « non-remarquable », dont la fonction se limite largement à assurer la pérennité de sa dynastie en mettant au monde une nombreuse progéniture. Durant ses quelques années de règne, Anne-Marie prend toutefois la tête du Fonds de Sa Majesté, une œuvre de bienfaisance mise en place par la reine Frederika afin de venir en aide aux démunis. Elle travaille aussi avec la Croix-Rouge et d'autres organisations caritatives.
Entrée dans l'orthodoxie le 21 avril 1965, la reine Anne-Marie accouche, le 10 juillet suivant, au palais de Mon Repos, à Corfou, d'un premier enfant, la princesse Alexia, immédiatement titrée diadoque selon les règles constitutionnelles en vigueur. Dans les mêmes moments, le roi Constantin II rompt avec le Premier ministre Geórgios Papandréou et la vie politique grecque se dégrade en même temps que des tensions se font jour avec la Turquie en lien avec la crise chypriote,. Le 21 avril 1967, un groupe de militaires grecs organise un coup d'État et renverse le gouvernement de Panagiótis Kanellópoulos : c'est le début de la Dictature des colonels, qui dure jusqu'en 1974. Prise au dépourvu, la famille royale se retrouve isolée et Constantin II fait le choix de reconnaître le nouveau régime afin d'éviter un bain de sang. Dans ces conditions, nombre d'observateurs considèrent que le putsch n'a pu se dérouler qu'avec l'aval du palais,,.
Le 20 mai 1967, Anne-Marie donne naissance, à Tatoï, à son deuxième enfant, le diadoque Paul. Lors de son baptême, le prince reçoit pour parrains sa grand-mère, la reine douairière Frederika, et l'Armée grecque. Un tel choix n’est pas exceptionnel puisque plusieurs autres membres de la famille royale ont également été les filleuls de l’Armée. Cependant, cette décision n’est pas anodine dans la mesure où la Grèce vit sous le joug d'une dictature militaire et que le choix du couple royal peut être considéré comme une marque de reconnaissance envers le régime des colonels. C'est d’ailleurs ainsi qu’est perçue la cérémonie à l'étranger et, au grand dam d'Anne-Marie, aucun membre de la famille royale de Danemark n'est autorisé à assister au baptême du fait de l'opposition de Copenhague à la dictature en place à Athènes. De la même façon, ni la reine ni son époux ne sont invités au mariage de la future Margrethe II de Danemark avec le Français Henri de Laborde de Monpezat le 10 juin 1967.
Le 13 décembre 1967, le roi Constantin II organise un contre-coup d'État contre la dictature des colonels. Cependant, cette tentative pour restaurer la démocratie échoue et la junte militaire au pouvoir oblige la famille royale à quitter précipitamment le pays, non sans emporter avec elle une partie des bijoux de la couronne. La Grèce reste officiellement une monarchie jusqu'en 1973 mais le général Geórgios Zoitákis est proclamé régent du royaume,,,.

### Reine en exil

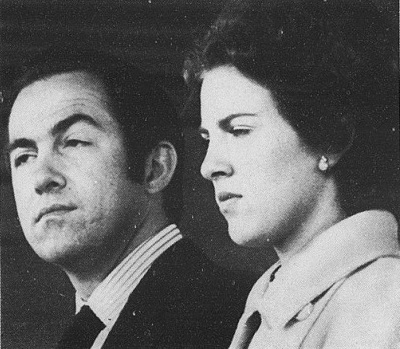
Constantin II et Anne-Marie en 1973.

Exilée en Italie, la famille royale séjourne, dans un premier temps, à l'ambassade hellène, à Rome,. Début 1968, la dictature des colonels propose à Constantin II de rentrer à Athènes mais le roi refuse de revenir dans son royaume pour y jouer les monarques fantoches. Invités à quitter l'ambassade deux mois seulement après leur installation, le souverain et sa parentèle sont reçus chez le grand-duc Maurice de Hesse, à la villa Polissena, avant d'être hébergés quelque temps par un riche bienfaiteur ayant lui-même connu les affres de l'exil,. Finalement, ils s'établissent au no 13 de la via di Porta Latina, dans une grande villa appartenant à la comtesse Cristina Paolozzi, qu'ils louent 8 000 francs par mois.
Très affectée par les circonstances et inquiète pour l'avenir de sa famille, la reine Anne-Marie fait une première fausse couche début 1968. Rétablie, elle connaît ensuite une nouvelle grossesse et accouche du prince Nikólaos le 1er octobre 1969. Leur famille s'agrandissant, le roi et la reine des Hellènes ouvrent une petite école dans leur villa afin d'y éduquer leurs enfants dans la culture grecque. En dépit de ce bonheur conjugal apparent, Constantin II et Anne-Marie traversent d'importantes difficultés conjugales au début des années 1970, du fait du tempérament volage du roi des Hellènes,. En 1974, la situation est d'ailleurs si tendue qu'Anne-Marie envisage un moment de demander le divorce et de retourner vivre au Danemark. Elle se résout cependant à rester auprès de son mari et leur relation sort renforcée de ces épreuves,.
Malgré l'exil, Constantin II et Anne-Marie restent officiellement roi et reine des Hellènes jusqu'en 1973 et le gouvernement grec leur verse, chaque mois, une partie de la liste civile réservée à la couronne. En qualité de chefs d'État, ils continuent, par ailleurs, à être conviés aux grandes cérémonies qui ponctuent la vie des familles royales. En 1969, ils sont ainsi invités au Royaume-Uni à l'occasion du vingt-et-unième anniversaire du prince Charles. En 1971, ils participent aux célébrations du 2 500e anniversaire de la fondation de l'Empire perse,. Enfin, en 1972, ils se rendent à Copenhague pour les funérailles du roi Frédéric IX, père d'Anne-Marie, et à Madrid pour le baptême du fils aîné du duc et de la duchesse de Cadix.

### La République et le maintien de l'exil

Constantin II et Anne-Marie en compagnie de leurs deux plus jeunes enfants, Théodora et Phílippos (1986).

À partir de 1972, la dictature des colonels prend ses distances vis-à-vis de la monarchie et le général Zoitákis est remplacé par le colonel Geórgios Papadópoulos à la tête de la Régence. Confronté à une montée de l'opposition, symbolisée par la mutinerie de l'équipage du Velos, le régime proclame l'abolition de la monarchie en 1973,, ce qui est confirmé par un référendum populaire, le 29 juillet. Immédiatement, la famille royale cesse de percevoir la liste civile : c'est le début de difficultés financières qui obligent les anciens souverains à quitter leur villa romaine. Pendant près d'un an, Constantin et Anne-Marie vivent à Copenhague, où ils sont logés par Margrethe II à Amalienborg. Par la suite, le couple et ses enfants déménagent en 1973 au Royaume-Uni, d'abord à Chobham, dans le Surrey, puis dans la banlieue de Londres, à Hampstead.
En 1974, la dictature des colonels s'effondre à la suite d'une tentative ratée de réaliser l'énosis, autrement dit l'annexion de Chypre,. Constantin II et Anne-Marie espèrent alors que le retour de la démocratie en Grèce s'accompagne d'une restauration monarchique mais un second référendum institutionnel confirme la mise en place de la Troisième République hellénique, le 8 décembre. En outre, l'exil de l'ancienne famille royale est maintenu par le nouveau régime, qui voit en Constantin II et ses proches des facteurs d'instabilité. Grâce à l'intervention du gouvernement espagnol, les membres de l'ancienne dynastie obtiennent, malgré tout, l'autorisation de rentrer une journée en Grèce afin d'y célébrer les funérailles de la reine douairière Frederika, décédée en exil à Madrid en février 1981,. Les portes de leur pays leur restant résolument fermées, Constantin et Anne-Marie créent, en 1980, le collège hellénique de Londres afin de fournir à leurs enfants une éducation de qualité dans la langue de leurs compatriotes,.
Après leur déposition, Constantin et Anne-Marie bénéficient de l'aide et de la protection des familles souveraines d'Espagne, de Danemark, de Grande-Bretagne, de Suède et de Norvège, auxquelles ils sont étroitement apparentés. Ils reçoivent également le soutien financier du roi Hussein de Jordanie et du chah d'Iran Mohammad Reza Pahlavi, dont l'ancien roi des Hellènes est un ami proche. Dans ces conditions, ils continuent à être invités à tous les moments forts de la vie du gotha et passent de longs séjours à Copenhague et Madrid, où ils se conduisent en hôtes exigeants.
Après avoir vécu une période d'éloignement au début des années 1970, Constantin et Anne-Marie se réconcilient et prennent la décision d'agrandir leur famille. Cependant, l'ex-reine des Hellènes subit une nouvelle fausse couche en février 1980 et elle apparaît encore très affectée par cette perte au moment du baptême du prince Pierre de Yougoslavie, qui se déroule quelques mois plus tard. En juin 1983, Anne-Marie donne finalement naissance à la princesse Théodora, bientôt suivie du prince Phílippos en avril 1986. Trois ans plus tard, les anciens souverains célèbrent officiellement leurs noces d'argent au château de Kronborg, au Danemark.

### Un long et difficile retour en Grèce
En 1991, le gouvernement Mitsotákis autorise Constantin II et Anne-Marie à récupérer 68 tonnes d'objets ayant appartenu à leur famille et jusque-là conservés dans les palais de Tatoï et de Mon Repos. Deux ans plus tard, Athènes autorise l'ex-couple royal et sa progéniture à effectuer, pour la première fois depuis 1981, une visite privée en Grèce. Cependant, l'attitude irréfléchie de l'ancien monarque, qui inquiète la classe politique en se montrant en compagnie de membres de l'armée, lui vaut d'être rapidement reconduit, avec ses proches, en dehors des frontières grecques,. En 1994, le gouvernement d'Andréas Papandréou confisque officiellement les biens mobiliers et immobiliers de l'ancienne famille royale en même temps qu'il retire à ses membres leur nationalité grecque, sauf à renoncer à leurs droits dynastiques, à abandonner le nom « de Grèce » et à prêter serment sur la constitution républicaine,. L'année suivante, les autorités hellènes accusent en outre l'ancienne famille royale de remettre en cause la validité du référendum de 1974 en faisant de l'union du diadoque Paul avec l'Américaine Marie-Chantal Miller (célébrée en Angleterre) un véritable mariage princier,,.

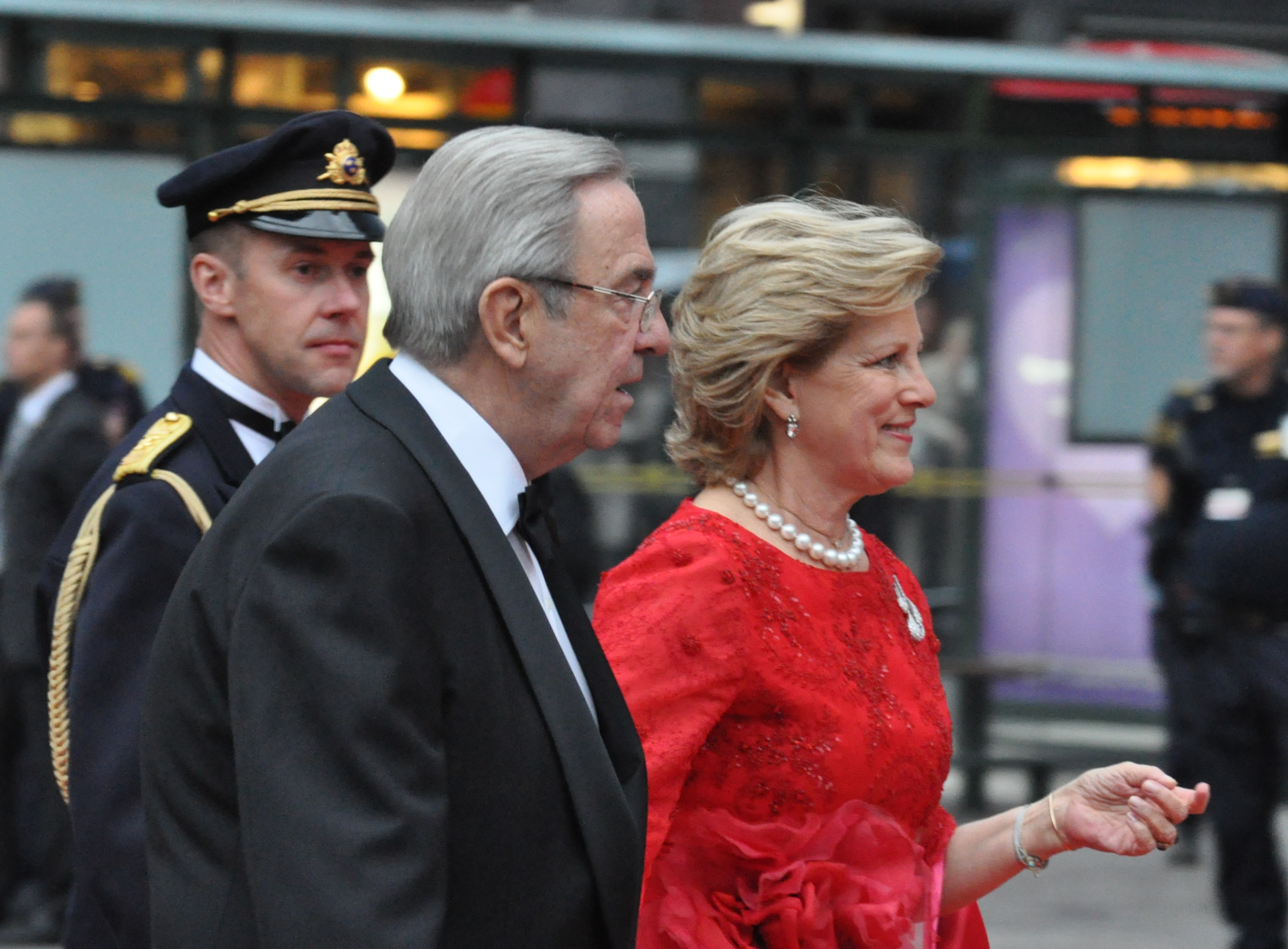
Constantin II et Anne-Marie en 2010.

Effaré par ce qu'il considère comme une injustice envers sa famille, Constantin II se tourne alors vers les tribunaux de son pays. En avril 1996, la Cour de cassation lui donne raison en considérant que la confiscation des biens de l'ancienne dynastie est contraire à la constitution. Cependant, le Conseil d'État passe outre en décrétant, quelque temps après, que la mesure prise par le gouvernement est conforme à la loi fondamentale de la Troisième République hellénique. Dans ces conditions, une cour suprême spéciale est réunie à Athènes en juillet 1997 et sa décision est défavorable à l'ex-roi. Finalement, Constantin II, sa sœur Irène et leur tante Catherine portent plainte pour discrimination devant la Cour européenne des droits de l'homme, à Strasbourg. En novembre 2000, le tribunal européen leur donne raison et oblige la Grèce à les indemniser. Après de nouvelles péripéties (Athènes réclamant à l'ancien roi le remboursement des arriérés d'impôts sur les biens qui avaient été mis sous séquestre), Constantin II reçoit 12 millions d'euros d'indemnité, sa sœur 900 000 euros et leur tante 300 000 euros. Avec cette somme, l'ancien monarque crée, en l'honneur de sa femme, la fondation Anne-Marie, dont le but est de mener à bien des projets sociaux et culturels en Grèce (2003). L'ancienne famille royale reste, par contre, privée de sa nationalité grecque, ce qui conduit Constantin II et Anne-Marie à demander à la reine Margrethe II un passeport diplomatique danois,.
Dans les années qui suivent, les relations entre l'ex-famille royale et les autorités hellènes se détendent. La Grèce désire en effet accueillir les Jeux olympiques de 2004 et elle est soutenue, en cela, par l'ancien roi, qui est membre du Comité international olympique. Une fois les Jeux obtenus, Athènes informe Constantin II et Anne-Marie de la fin de leur exil. À partir de cette date, l'ancien couple royal loue une villa dans la localité de Porto Heli, dans le Péloponnèse, sans pour autant se risquer à abandonner sa résidence londonienne. Finalement, en 2013, les ex-monarques vendent leur demeure anglaise pour 9,5 millions de livres sterling (11,5 millions d'euros) et annoncent leur retour définitif en Grèce, à un moment où le pays est en pleine crise économique et où les prix de l'immobilier sont au plus bas,,. Contrairement à leur fils Nikólaos, qui s'installe vers la même époque à Athènes, Constantin et Anne-Marie font le choix de s'établir à Porto Heli et d'y faire construire une vaste villa. En Grèce, Constantin et Anne-Marie mènent une vie relativement discrète, loin de la classe politique. L'ex-reine des Hellènes y soutient différentes associations caritatives, comme le montre sa participation, et celle de sa fille Théodora, à un gala de bienfaisance organisé par la fondation Philhellenes à Hollywood, aux États-Unis, en 2013. Sur un plan plus personnel, elle pratique la navigation à bord de l'Aphroessa, un bateau grec traditionnel offert par son époux à l'occasion de ses soixante ans,.
En 2014, l'ancien couple royal fête ses noces d'or à Athènes en compagnie de nombreuses personnalités du gotha,,. Deux ans plus tard, Anne-Marie fête ses soixante-dix ans et l'événement donne lieu à la publication de différents articles la concernant,,,. Les années passant, la santé de Constantin décline et il commence à souffrir de problèmes de mobilité,. Hospitalisé en unité de soins intensifs à la suite d'un accident cardio-vasculaire, l'ancien souverain meurt le 10 janvier 2023, à Athènes, entouré de toute sa famille. Devenue veuve, Anne-Marie choisit de maintenir sa résidence en Grèce, malgré les rumeurs évoquant une possible installation de l'ex-reine des Hellènes à Copenhague, auprès de ses sœurs Margrethe II et Benedikte.

## La fondation Anne-Marie
Localisée au Liechtenstein, la fondation Anne-Marie (grec moderne : Ίδρυμα Άννα Μαρία) a été officialisée devant la presse le 29 août 2003. D'un capital initial de 12 millions d'euros (correspondant à l'indemnité reçue par Constantin II à la suite de la confiscation des biens de l'ancienne famille royale), c'est une organisation caritative destinée à secourir les territoires et les populations victimes de catastrophes naturelles mais aussi à promouvoir l'hellénisme. Présidée par l'ancienne reine Anne-Marie, la fondation compte, parmi ses membres, les princesses Alexia et Théodora, le diadoque Paul, les princes Nikólaos et Phílippos de Grèce, le prince Hassan de Jordanie, l'ancien président sud-africain Frederik de Klerk, l'ancienne présidente irlandaise Mary Robinson et Spýros Metaxás,.

## Titulature
- 30 août 1946 – 18 septembre 1964 : Son Altesse Royale la princesse Anne-Marie de Danemark ;
- 18 septembre 1964 – 1er juin 1973 : Sa Majesté la reine des Hellènes, princesse de Danemark ;
- Depuis le 1er juin 1973 : Sa Majesté la reine Anne-Marie, princesse de Danemark.

## Dans la culture populaire

### Documentaires
Anne-Marie de Danemark apparaît dans de nombreux documentaires, parmi lesquels la série danoise En kongelig Familie (en anglais : A Royal family), réalisée par Anna Lerche et Marcus Mandal (2003).

### En philatélie
La poste danoise a émis différents timbres de bienfaisance à l'effigie d'Anne-Marie et de ses sœurs lorsque celles-ci étaient enfant et adolescentes :
- En 1950, en faveur de l'aide à l'enfance[97] ;
- En 1964, en faveur de la Croix-Rouge[98].

La poste grecque a, quant à elle, émis plusieurs timbres commémoratifs représentant la souveraine :
- En 1964, à l'occasion de son mariage avec le roi Constantin II[99] ;
- En 1966, à l'occasion de la naissance de la princesse Alexia[100].

### En numismatique
Une pièce commémorative de 30 drachmes d'argent représentant Constantin II et Anne-Marie a été émise par la Grèce à l'occasion de leur mariage en 1964. Anne-Marie est ainsi la seule souveraine grecque à apparaître sur une pièce de monnaie.

### Dans la marine
Entre 1964 et 1975, le RSS Empress of Britain est renommé SS Queen Anna Maria en l'honneur de la souveraine.

## Arbres généalogiques

### Ascendance
|  |                                                |  |  |  |  |  |  |  |  |  |  |  |  |  |  |  |
|  | Christian IX de Danemark                       |  |  |  |  |  |  |  |  |  |  |  |  |  |  |  |
|  |                                                |  |  |  |  |  |  |  |  |  |  |  |  |  |  |  |
|  |                                                |  |  |  |  |  |  |  |  |  |  |  |  |  |  |  |
|  | Frédéric VIII de Danemark                      |  |  |  |  |  |  |  |  |  |  |  |  |  |  |  |
|  |                                                |  |  |  |  |  |  |  |  |  |  |  |  |  |  |  |
|  |                                                |  |  |  |  |  |  |  |  |  |  |  |  |  |  |  |
|  | Louise de Hesse-Cassel                         |  |  |  |  |  |  |  |  |  |  |  |  |  |  |  |
|  |                                                |  |  |  |  |  |  |  |  |  |  |  |  |  |  |  |
|  |                                                |  |  |  |  |  |  |  |  |  |  |  |  |  |  |  |
|  | Christian X de Danemark                        |  |  |  |  |  |  |  |  |  |  |  |  |  |  |  |
|  |                                                |  |  |  |  |  |  |  |  |  |  |  |  |  |  |  |
|  |                                                |  |  |  |  |  |  |  |  |  |  |  |  |  |  |  |
|  | Charles XV de Suède                            |  |  |  |  |  |  |  |  |  |  |  |  |  |  |  |
|  |                                                |  |  |  |  |  |  |  |  |  |  |  |  |  |  |  |
|  |                                                |  |  |  |  |  |  |  |  |  |  |  |  |  |  |  |
|  | Louise de Suède                                |  |  |  |  |  |  |  |  |  |  |  |  |  |  |  |
|  |                                                |  |  |  |  |  |  |  |  |  |  |  |  |  |  |  |
|  |                                                |  |  |  |  |  |  |  |  |  |  |  |  |  |  |  |
|  | Louise des Pays-Bas                            |  |  |  |  |  |  |  |  |  |  |  |  |  |  |  |
|  |                                                |  |  |  |  |  |  |  |  |  |  |  |  |  |  |  |
|  |                                                |  |  |  |  |  |  |  |  |  |  |  |  |  |  |  |
|  | Frédéric IX de Danemark                        |  |  |  |  |  |  |  |  |  |  |  |  |  |  |  |
|  |                                                |  |  |  |  |  |  |  |  |  |  |  |  |  |  |  |
|  |                                                |  |  |  |  |  |  |  |  |  |  |  |  |  |  |  |
|  | Frédéric-François II de Mecklembourg-Schwerin  |  |  |  |  |  |  |  |  |  |  |  |  |  |  |  |
|  |                                                |  |  |  |  |  |  |  |  |  |  |  |  |  |  |  |
|  |                                                |  |  |  |  |  |  |  |  |  |  |  |  |  |  |  |
|  | Frédéric-François III de Mecklembourg-Schwerin |  |  |  |  |  |  |  |  |  |  |  |  |  |  |  |
|  |                                                |  |  |  |  |  |  |  |  |  |  |  |  |  |  |  |
|  |                                                |  |  |  |  |  |  |  |  |  |  |  |  |  |  |  |
|  | Augusta de Reuss-Köstritz                      |  |  |  |  |  |  |  |  |  |  |  |  |  |  |  |
|  |                                                |  |  |  |  |  |  |  |  |  |  |  |  |  |  |  |
|  |                                                |  |  |  |  |  |  |  |  |  |  |  |  |  |  |  |
|  | Alexandrine de Mecklembourg-Schwerin           |  |  |  |  |  |  |  |  |  |  |  |  |  |  |  |
|  |                                                |  |  |  |  |  |  |  |  |  |  |  |  |  |  |  |
|  |                                                |  |  |  |  |  |  |  |  |  |  |  |  |  |  |  |
|  | Michel Nikolaïevitch de Russie                 |  |  |  |  |  |  |  |  |  |  |  |  |  |  |  |
|  |                                                |  |  |  |  |  |  |  |  |  |  |  |  |  |  |  |
|  |                                                |  |  |  |  |  |  |  |  |  |  |  |  |  |  |  |
|  | Anastasia Mikhaïlovna de Russie                |  |  |  |  |  |  |  |  |  |  |  |  |  |  |  |
|  |                                                |  |  |  |  |  |  |  |  |  |  |  |  |  |  |  |
|  |                                                |  |  |  |  |  |  |  |  |  |  |  |  |  |  |  |
|  | Cécile de Bade                                 |  |  |  |  |  |  |  |  |  |  |  |  |  |  |  |
|  |                                                |  |  |  |  |  |  |  |  |  |  |  |  |  |  |  |
|  |                                                |  |  |  |  |  |  |  |  |  |  |  |  |  |  |  |
|  | Anne-Marie de Danemark                         |  |  |  |  |  |  |  |  |  |  |  |  |  |  |  |
|  |                                                |  |  |  |  |  |  |  |  |  |  |  |  |  |  |  |
|  |                                                |  |  |  |  |  |  |  |  |  |  |  |  |  |  |  |
|  | Oscar II de Suède                              |  |  |  |  |  |  |  |  |  |  |  |  |  |  |  |
|  |                                                |  |  |  |  |  |  |  |  |  |  |  |  |  |  |  |
|  |                                                |  |  |  |  |  |  |  |  |  |  |  |  |  |  |  |
|  | Gustave V de Suède                             |  |  |  |  |  |  |  |  |  |  |  |  |  |  |  |
|  |                                                |  |  |  |  |  |  |  |  |  |  |  |  |  |  |  |
|  |                                                |  |  |  |  |  |  |  |  |  |  |  |  |  |  |  |
|  | Sophie de Nassau                               |  |  |  |  |  |  |  |  |  |  |  |  |  |  |  |
|  |                                                |  |  |  |  |  |  |  |  |  |  |  |  |  |  |  |
|  |                                                |  |  |  |  |  |  |  |  |  |  |  |  |  |  |  |
|  | Gustave VI Adolphe de Suède                    |  |  |  |  |  |  |  |  |  |  |  |  |  |  |  |
|  |                                                |  |  |  |  |  |  |  |  |  |  |  |  |  |  |  |
|  |                                                |  |  |  |  |  |  |  |  |  |  |  |  |  |  |  |
|  | Frédéric Ier de Bade                           |  |  |  |  |  |  |  |  |  |  |  |  |  |  |  |
|  |                                                |  |  |  |  |  |  |  |  |  |  |  |  |  |  |  |
|  |                                                |  |  |  |  |  |  |  |  |  |  |  |  |  |  |  |
|  | Victoria de Bade                               |  |  |  |  |  |  |  |  |  |  |  |  |  |  |  |
|  |                                                |  |  |  |  |  |  |  |  |  |  |  |  |  |  |  |
|  |                                                |  |  |  |  |  |  |  |  |  |  |  |  |  |  |  |
|  | Louise de Prusse                               |  |  |  |  |  |  |  |  |  |  |  |  |  |  |  |
|  |                                                |  |  |  |  |  |  |  |  |  |  |  |  |  |  |  |
|  |                                                |  |  |  |  |  |  |  |  |  |  |  |  |  |  |  |
|  | Ingrid de Suède                                |  |  |  |  |  |  |  |  |  |  |  |  |  |  |  |
|  |                                                |  |  |  |  |  |  |  |  |  |  |  |  |  |  |  |
|  |                                                |  |  |  |  |  |  |  |  |  |  |  |  |  |  |  |
|  | Victoria du Royaume-Uni                        |  |  |  |  |  |  |  |  |  |  |  |  |  |  |  |
|  |                                                |  |  |  |  |  |  |  |  |  |  |  |  |  |  |  |
|  |                                                |  |  |  |  |  |  |  |  |  |  |  |  |  |  |  |
|  | Arthur du Royaume-Uni                          |  |  |  |  |  |  |  |  |  |  |  |  |  |  |  |
|  |                                                |  |  |  |  |  |  |  |  |  |  |  |  |  |  |  |
|  |                                                |  |  |  |  |  |  |  |  |  |  |  |  |  |  |  |
|  | Albert de Saxe-Cobourg-Gotha                   |  |  |  |  |  |  |  |  |  |  |  |  |  |  |  |
|  |                                                |  |  |  |  |  |  |  |  |  |  |  |  |  |  |  |
|  |                                                |  |  |  |  |  |  |  |  |  |  |  |  |  |  |  |
|  | Margaret du Royaume-Uni                        |  |  |  |  |  |  |  |  |  |  |  |  |  |  |  |
|  |                                                |  |  |  |  |  |  |  |  |  |  |  |  |  |  |  |
|  |                                                |  |  |  |  |  |  |  |  |  |  |  |  |  |  |  |
|  | Frédéric-Charles de Prusse                     |  |  |  |  |  |  |  |  |  |  |  |  |  |  |  |
|  |                                                |  |  |  |  |  |  |  |  |  |  |  |  |  |  |  |
|  |                                                |  |  |  |  |  |  |  |  |  |  |  |  |  |  |  |
|  | Louise-Margareta de Prusse                     |  |  |  |  |  |  |  |  |  |  |  |  |  |  |  |
|  |                                                |  |  |  |  |  |  |  |  |  |  |  |  |  |  |  |
|  |                                                |  |  |  |  |  |  |  |  |  |  |  |  |  |  |  |
|  | Marie-Anne d'Anhalt-Dessau                     |  |  |  |  |  |  |  |  |  |  |  |  |  |  |  |
|  |                                                |  |  |  |  |  |  |  |  |  |  |  |  |  |  |  |
|  |                                                |  |  |  |  |  |  |  |  |  |  |  |  |  |  |  |

### Anne-Marie dans l'Europe des rois
|  |  | Marie, Pcesse de Schwarzbourg-Rudolstadt                             | Marie, Pcesse de Schwarzbourg-Rudolstadt                             | Marie, Pcesse de Schwarzbourg-Rudolstadt                             | Marie, Pcesse de Schwarzbourg-Rudolstadt                             | Marie, Pcesse de Schwarzbourg-Rudolstadt                             | Marie, Pcesse de Schwarzbourg-Rudolstadt                             |  |  | Frédéric-François II, Gd-duc de Mecklembourg-Schwerin                       | Frédéric-François II, Gd-duc de Mecklembourg-Schwerin                       | Frédéric-François II, Gd-duc de Mecklembourg-Schwerin                       | Frédéric-François II, Gd-duc de Mecklembourg-Schwerin                       | Frédéric-François II, Gd-duc de Mecklembourg-Schwerin                       | Frédéric-François II, Gd-duc de Mecklembourg-Schwerin                       |  |  | Augusta, Pcesse Reuß zu Schleiz-Köstritz                                               | Augusta, Pcesse Reuß zu Schleiz-Köstritz                                               | Augusta, Pcesse Reuß zu Schleiz-Köstritz                                               | Augusta, Pcesse Reuß zu Schleiz-Köstritz                                               | Augusta, Pcesse Reuß zu Schleiz-Köstritz                                               | Augusta, Pcesse Reuß zu Schleiz-Köstritz                                               |  |  |                                                                |                                                                |                                                                |                                                                |                                                                |                                                                |  |  |                                                          |                                                          |                                                          |                                                          |                                                          |                                                          |  |  |                                                                      |                                                                      |                                                                      |                                                                      | Christian IX, Roi de Danemark ∞ Louise, Pcesse de Hesse-Cassel       | Christian IX, Roi de Danemark ∞ Louise, Pcesse de Hesse-Cassel       | Christian IX, Roi de Danemark ∞ Louise, Pcesse de Hesse-Cassel | Christian IX, Roi de Danemark ∞ Louise, Pcesse de Hesse-Cassel | Christian IX, Roi de Danemark ∞ Louise, Pcesse de Hesse-Cassel | Christian IX, Roi de Danemark ∞ Louise, Pcesse de Hesse-Cassel |                                                       |                                                       |                                                       |                                                       |  |  |                                                              |                                                              |                                                              |                                                              |                                                              |                                                              |                                                          |                                                          |                                                                            |                                                                            |                                                                            |                                                                            |                                                                            |                                                                            |  |  |  |  |  |  |  |  |  |  |  |  |  |  |  |  |  |  |  |  |  |  |  |  |  |  |  |  |  |  |  |  |  |  |  |  |  |  |  |  |  |  |  |  |  |  |  |  |  |  |  |  |  |  |
|  |  | Marie, Pcesse de Schwarzbourg-Rudolstadt                             | Marie, Pcesse de Schwarzbourg-Rudolstadt                             | Marie, Pcesse de Schwarzbourg-Rudolstadt                             | Marie, Pcesse de Schwarzbourg-Rudolstadt                             | Marie, Pcesse de Schwarzbourg-Rudolstadt                             | Marie, Pcesse de Schwarzbourg-Rudolstadt                             |  |  | Frédéric-François II, Gd-duc de Mecklembourg-Schwerin                       | Frédéric-François II, Gd-duc de Mecklembourg-Schwerin                       | Frédéric-François II, Gd-duc de Mecklembourg-Schwerin                       | Frédéric-François II, Gd-duc de Mecklembourg-Schwerin                       | Frédéric-François II, Gd-duc de Mecklembourg-Schwerin                       | Frédéric-François II, Gd-duc de Mecklembourg-Schwerin                       |  |  | Augusta, Pcesse Reuß zu Schleiz-Köstritz                                               | Augusta, Pcesse Reuß zu Schleiz-Köstritz                                               | Augusta, Pcesse Reuß zu Schleiz-Köstritz                                               | Augusta, Pcesse Reuß zu Schleiz-Köstritz                                               | Augusta, Pcesse Reuß zu Schleiz-Köstritz                                               | Augusta, Pcesse Reuß zu Schleiz-Köstritz                                               |  |  |                                                                |                                                                |                                                                |                                                                |                                                                |                                                                |  |  |                                                          |                                                          |                                                          |                                                          |                                                          |                                                          |  |  |                                                                      |                                                                      |                                                                      |                                                                      | Christian IX, Roi de Danemark ∞ Louise, Pcesse de Hesse-Cassel       | Christian IX, Roi de Danemark ∞ Louise, Pcesse de Hesse-Cassel       | Christian IX, Roi de Danemark ∞ Louise, Pcesse de Hesse-Cassel | Christian IX, Roi de Danemark ∞ Louise, Pcesse de Hesse-Cassel | Christian IX, Roi de Danemark ∞ Louise, Pcesse de Hesse-Cassel | Christian IX, Roi de Danemark ∞ Louise, Pcesse de Hesse-Cassel |                                                       |                                                       |                                                       |                                                       |  |  |                                                              |                                                              |                                                              |                                                              |                                                              |                                                              |                                                          |                                                          |                                                                            |                                                                            |                                                                            |                                                                            |                                                                            |                                                                            |  |  |  |  |  |  |  |  |  |  |  |  |  |  |  |  |  |  |  |  |  |  |  |  |  |  |  |  |  |  |  |  |  |  |  |  |  |  |  |  |  |  |  |  |  |  |  |  |  |  |  |  |  |  |
|  |  |                                                                      |                                                                      |                                                                      |                                                                      |                                                                      |                                                                      |  |  |                                                                             |                                                                             |                                                                             |                                                                             |                                                                             |                                                                             |  |  |                                                                                        |                                                                                        |                                                                                        |                                                                                        |                                                                                        |                                                                                        |  |  |                                                                |                                                                |                                                                |                                                                |                                                                |                                                                |  |  |                                                          |                                                          |                                                          |                                                          |                                                          |                                                          |  |  |                                                                      |                                                                      |                                                                      |                                                                      |                                                                      |                                                                      |                                                                |                                                                |                                                                |                                                                |                                                       |                                                       |                                                       |                                                       |  |  |                                                              |                                                              |                                                              |                                                              |                                                              |                                                              |                                                          |                                                          |                                                                            |                                                                            |                                                                            |                                                                            |                                                                            |                                                                            |  |  |  |  |  |  |  |  |  |  |  |  |  |  |  |  |  |  |  |  |  |  |  |  |  |  |  |  |  |  |  |  |  |  |  |  |  |  |  |  |  |  |  |  |  |  |  |  |  |  |  |  |  |  |
|  |  |                                                                      |                                                                      |                                                                      |                                                                      |                                                                      |                                                                      |  |  |                                                                             |                                                                             |                                                                             |                                                                             |                                                                             |                                                                             |  |  |                                                                                        |                                                                                        |                                                                                        |                                                                                        |                                                                                        |                                                                                        |  |  |                                                                |                                                                |                                                                |                                                                |                                                                |                                                                |  |  |                                                          |                                                          |                                                          |                                                          |                                                          |                                                          |  |  |                                                                      |                                                                      |                                                                      |                                                                      |                                                                      |                                                                      |                                                                |                                                                |                                                                |                                                                |                                                       |                                                       |                                                       |                                                       |  |  |                                                              |                                                              |                                                              |                                                              |                                                              |                                                              |                                                          |                                                          |                                                                            |                                                                            |                                                                            |                                                                            |                                                                            |                                                                            |  |  |  |  |  |  |  |  |  |  |  |  |  |  |  |  |  |  |  |  |  |  |  |  |  |  |  |  |  |  |  |  |  |  |  |  |  |  |  |  |  |  |  |  |  |  |  |  |  |  |  |  |  |  |
|  |  | Henri, Pce de Mecklembourg-Schwerin ∞ Wilhelmine, Reine des Pays-Bas | Henri, Pce de Mecklembourg-Schwerin ∞ Wilhelmine, Reine des Pays-Bas | Henri, Pce de Mecklembourg-Schwerin ∞ Wilhelmine, Reine des Pays-Bas | Henri, Pce de Mecklembourg-Schwerin ∞ Wilhelmine, Reine des Pays-Bas | Henri, Pce de Mecklembourg-Schwerin ∞ Wilhelmine, Reine des Pays-Bas | Henri, Pce de Mecklembourg-Schwerin ∞ Wilhelmine, Reine des Pays-Bas |  |  |                                                                             |                                                                             |                                                                             |                                                                             |                                                                             |                                                                             |  |  | Frédéric-François III, Gd-duc de Mecklembourg-Schwerin ∞ Anastasia, Gde-Dsse de Russie | Frédéric-François III, Gd-duc de Mecklembourg-Schwerin ∞ Anastasia, Gde-Dsse de Russie | Frédéric-François III, Gd-duc de Mecklembourg-Schwerin ∞ Anastasia, Gde-Dsse de Russie | Frédéric-François III, Gd-duc de Mecklembourg-Schwerin ∞ Anastasia, Gde-Dsse de Russie | Frédéric-François III, Gd-duc de Mecklembourg-Schwerin ∞ Anastasia, Gde-Dsse de Russie | Frédéric-François III, Gd-duc de Mecklembourg-Schwerin ∞ Anastasia, Gde-Dsse de Russie |  |  |                                                                |                                                                |                                                                |                                                                |                                                                |                                                                |  |  | Frédéric VIII, Roi de Danemark ∞ Louise, Pcesse de Suède | Frédéric VIII, Roi de Danemark ∞ Louise, Pcesse de Suède | Frédéric VIII, Roi de Danemark ∞ Louise, Pcesse de Suède | Frédéric VIII, Roi de Danemark ∞ Louise, Pcesse de Suède | Frédéric VIII, Roi de Danemark ∞ Louise, Pcesse de Suède | Frédéric VIII, Roi de Danemark ∞ Louise, Pcesse de Suède |  |  |                                                                      |                                                                      |                                                                      |                                                                      |                                                                      |                                                                      |                                                                |                                                                |                                                                |                                                                |                                                       |                                                       |                                                       |                                                       |  |  |                                                              |                                                              |                                                              |                                                              | Georges Ier, Roi des Hellènes ∞ Olga, Gde-Dsse de Russie     | Georges Ier, Roi des Hellènes ∞ Olga, Gde-Dsse de Russie     | Georges Ier, Roi des Hellènes ∞ Olga, Gde-Dsse de Russie | Georges Ier, Roi des Hellènes ∞ Olga, Gde-Dsse de Russie | Georges Ier, Roi des Hellènes ∞ Olga, Gde-Dsse de Russie                   | Georges Ier, Roi des Hellènes ∞ Olga, Gde-Dsse de Russie                   |                                                                            |                                                                            |                                                                            |                                                                            |  |  |  |  |  |  |  |  |  |  |  |  |  |  |  |  |  |  |  |  |  |  |  |  |  |  |  |  |  |  |  |  |  |  |  |  |  |  |  |  |  |  |  |  |  |  |  |  |  |  |  |  |  |  |
|  |  | Henri, Pce de Mecklembourg-Schwerin ∞ Wilhelmine, Reine des Pays-Bas | Henri, Pce de Mecklembourg-Schwerin ∞ Wilhelmine, Reine des Pays-Bas | Henri, Pce de Mecklembourg-Schwerin ∞ Wilhelmine, Reine des Pays-Bas | Henri, Pce de Mecklembourg-Schwerin ∞ Wilhelmine, Reine des Pays-Bas | Henri, Pce de Mecklembourg-Schwerin ∞ Wilhelmine, Reine des Pays-Bas | Henri, Pce de Mecklembourg-Schwerin ∞ Wilhelmine, Reine des Pays-Bas |  |  |                                                                             |                                                                             |                                                                             |                                                                             |                                                                             |                                                                             |  |  | Frédéric-François III, Gd-duc de Mecklembourg-Schwerin ∞ Anastasia, Gde-Dsse de Russie | Frédéric-François III, Gd-duc de Mecklembourg-Schwerin ∞ Anastasia, Gde-Dsse de Russie | Frédéric-François III, Gd-duc de Mecklembourg-Schwerin ∞ Anastasia, Gde-Dsse de Russie | Frédéric-François III, Gd-duc de Mecklembourg-Schwerin ∞ Anastasia, Gde-Dsse de Russie | Frédéric-François III, Gd-duc de Mecklembourg-Schwerin ∞ Anastasia, Gde-Dsse de Russie | Frédéric-François III, Gd-duc de Mecklembourg-Schwerin ∞ Anastasia, Gde-Dsse de Russie |  |  |                                                                |                                                                |                                                                |                                                                |                                                                |                                                                |  |  | Frédéric VIII, Roi de Danemark ∞ Louise, Pcesse de Suède | Frédéric VIII, Roi de Danemark ∞ Louise, Pcesse de Suède | Frédéric VIII, Roi de Danemark ∞ Louise, Pcesse de Suède | Frédéric VIII, Roi de Danemark ∞ Louise, Pcesse de Suède | Frédéric VIII, Roi de Danemark ∞ Louise, Pcesse de Suède | Frédéric VIII, Roi de Danemark ∞ Louise, Pcesse de Suède |  |  |                                                                      |                                                                      |                                                                      |                                                                      |                                                                      |                                                                      |                                                                |                                                                |                                                                |                                                                |                                                       |                                                       |                                                       |                                                       |  |  |                                                              |                                                              |                                                              |                                                              | Georges Ier, Roi des Hellènes ∞ Olga, Gde-Dsse de Russie     | Georges Ier, Roi des Hellènes ∞ Olga, Gde-Dsse de Russie     | Georges Ier, Roi des Hellènes ∞ Olga, Gde-Dsse de Russie | Georges Ier, Roi des Hellènes ∞ Olga, Gde-Dsse de Russie | Georges Ier, Roi des Hellènes ∞ Olga, Gde-Dsse de Russie                   | Georges Ier, Roi des Hellènes ∞ Olga, Gde-Dsse de Russie                   |                                                                            |                                                                            |                                                                            |                                                                            |  |  |  |  |  |  |  |  |  |  |  |  |  |  |  |  |  |  |  |  |  |  |  |  |  |  |  |  |  |  |  |  |  |  |  |  |  |  |  |  |  |  |  |  |  |  |  |  |  |  |  |  |  |  |
|  |  |                                                                      |                                                                      |                                                                      |                                                                      |                                                                      |                                                                      |  |  |                                                                             |                                                                             |                                                                             |                                                                             |                                                                             |                                                                             |  |  |                                                                                        |                                                                                        |                                                                                        |                                                                                        |                                                                                        |                                                                                        |  |  |                                                                |                                                                |                                                                |                                                                |                                                                |                                                                |  |  |                                                          |                                                          |                                                          |                                                          |                                                          |                                                          |  |  |                                                                      |                                                                      |                                                                      |                                                                      |                                                                      |                                                                      |                                                                |                                                                |                                                                |                                                                |                                                       |                                                       |                                                       |                                                       |  |  |                                                              |                                                              |                                                              |                                                              |                                                              |                                                              |                                                          |                                                          |                                                                            |                                                                            |                                                                            |                                                                            |                                                                            |                                                                            |  |  |  |  |  |  |  |  |  |  |  |  |  |  |  |  |  |  |  |  |  |  |  |  |  |  |  |  |  |  |  |  |  |  |  |  |  |  |  |  |  |  |  |  |  |  |  |  |  |  |  |  |  |  |
|  |  | Juliana, Reine des Pays-Bas ∞ Bernhard, Pce de Lippe-Biesterfeld     | Juliana, Reine des Pays-Bas ∞ Bernhard, Pce de Lippe-Biesterfeld     | Juliana, Reine des Pays-Bas ∞ Bernhard, Pce de Lippe-Biesterfeld     | Juliana, Reine des Pays-Bas ∞ Bernhard, Pce de Lippe-Biesterfeld     | Juliana, Reine des Pays-Bas ∞ Bernhard, Pce de Lippe-Biesterfeld     | Juliana, Reine des Pays-Bas ∞ Bernhard, Pce de Lippe-Biesterfeld     |  |  | Gustave VI Adolphe, Roi de Suède ∞ Margaret, Pcesse du Royaume-Uni          | Gustave VI Adolphe, Roi de Suède ∞ Margaret, Pcesse du Royaume-Uni          | Gustave VI Adolphe, Roi de Suède ∞ Margaret, Pcesse du Royaume-Uni          | Gustave VI Adolphe, Roi de Suède ∞ Margaret, Pcesse du Royaume-Uni          | Gustave VI Adolphe, Roi de Suède ∞ Margaret, Pcesse du Royaume-Uni          | Gustave VI Adolphe, Roi de Suède ∞ Margaret, Pcesse du Royaume-Uni          |  |  | Alexandrine, Pcesse de Mecklembourg-Schwerin                                           | Alexandrine, Pcesse de Mecklembourg-Schwerin                                           | Alexandrine, Pcesse de Mecklembourg-Schwerin                                           | Alexandrine, Pcesse de Mecklembourg-Schwerin                                           | Alexandrine, Pcesse de Mecklembourg-Schwerin                                           | Alexandrine, Pcesse de Mecklembourg-Schwerin                                           |  |  | Christian X, Roi de Danemark                                   | Christian X, Roi de Danemark                                   | Christian X, Roi de Danemark                                   | Christian X, Roi de Danemark                                   | Christian X, Roi de Danemark                                   | Christian X, Roi de Danemark                                   |  |  | Haakon VII, Roi de Norvège ∞ Maud, Pcesse du Royaume-Uni | Haakon VII, Roi de Norvège ∞ Maud, Pcesse du Royaume-Uni | Haakon VII, Roi de Norvège ∞ Maud, Pcesse du Royaume-Uni | Haakon VII, Roi de Norvège ∞ Maud, Pcesse du Royaume-Uni | Haakon VII, Roi de Norvège ∞ Maud, Pcesse du Royaume-Uni | Haakon VII, Roi de Norvège ∞ Maud, Pcesse du Royaume-Uni |  |  |                                                                      |                                                                      |                                                                      |                                                                      | Ingeborg, Pcesse de Danemark ∞ Charles, Pce de Suède                 | Ingeborg, Pcesse de Danemark ∞ Charles, Pce de Suède                 | Ingeborg, Pcesse de Danemark ∞ Charles, Pce de Suède           | Ingeborg, Pcesse de Danemark ∞ Charles, Pce de Suède           | Ingeborg, Pcesse de Danemark ∞ Charles, Pce de Suède           | Ingeborg, Pcesse de Danemark ∞ Charles, Pce de Suède           |                                                       |                                                       |                                                       |                                                       |  |  | André, Pce de Grèce ∞ Alice, Pcesse de Battenberg            | André, Pce de Grèce ∞ Alice, Pcesse de Battenberg            | André, Pce de Grèce ∞ Alice, Pcesse de Battenberg            | André, Pce de Grèce ∞ Alice, Pcesse de Battenberg            | André, Pce de Grèce ∞ Alice, Pcesse de Battenberg            | André, Pce de Grèce ∞ Alice, Pcesse de Battenberg            |                                                          |                                                          | Constantin Ier, Roi des Hellènes ∞ Sophie, Pcesse de Prusse et d'Allemagne | Constantin Ier, Roi des Hellènes ∞ Sophie, Pcesse de Prusse et d'Allemagne | Constantin Ier, Roi des Hellènes ∞ Sophie, Pcesse de Prusse et d'Allemagne | Constantin Ier, Roi des Hellènes ∞ Sophie, Pcesse de Prusse et d'Allemagne | Constantin Ier, Roi des Hellènes ∞ Sophie, Pcesse de Prusse et d'Allemagne | Constantin Ier, Roi des Hellènes ∞ Sophie, Pcesse de Prusse et d'Allemagne |  |  |  |  |  |  |  |  |  |  |  |  |  |  |  |  |  |  |  |  |  |  |  |  |  |  |  |  |  |  |  |  |  |  |  |  |  |  |  |  |  |  |  |  |  |  |  |  |  |  |  |  |  |  |
|  |  | Juliana, Reine des Pays-Bas ∞ Bernhard, Pce de Lippe-Biesterfeld     | Juliana, Reine des Pays-Bas ∞ Bernhard, Pce de Lippe-Biesterfeld     | Juliana, Reine des Pays-Bas ∞ Bernhard, Pce de Lippe-Biesterfeld     | Juliana, Reine des Pays-Bas ∞ Bernhard, Pce de Lippe-Biesterfeld     | Juliana, Reine des Pays-Bas ∞ Bernhard, Pce de Lippe-Biesterfeld     | Juliana, Reine des Pays-Bas ∞ Bernhard, Pce de Lippe-Biesterfeld     |  |  | Gustave VI Adolphe, Roi de Suède ∞ Margaret, Pcesse du Royaume-Uni          | Gustave VI Adolphe, Roi de Suède ∞ Margaret, Pcesse du Royaume-Uni          | Gustave VI Adolphe, Roi de Suède ∞ Margaret, Pcesse du Royaume-Uni          | Gustave VI Adolphe, Roi de Suède ∞ Margaret, Pcesse du Royaume-Uni          | Gustave VI Adolphe, Roi de Suède ∞ Margaret, Pcesse du Royaume-Uni          | Gustave VI Adolphe, Roi de Suède ∞ Margaret, Pcesse du Royaume-Uni          |  |  | Alexandrine, Pcesse de Mecklembourg-Schwerin                                           | Alexandrine, Pcesse de Mecklembourg-Schwerin                                           | Alexandrine, Pcesse de Mecklembourg-Schwerin                                           | Alexandrine, Pcesse de Mecklembourg-Schwerin                                           | Alexandrine, Pcesse de Mecklembourg-Schwerin                                           | Alexandrine, Pcesse de Mecklembourg-Schwerin                                           |  |  | Christian X, Roi de Danemark                                   | Christian X, Roi de Danemark                                   | Christian X, Roi de Danemark                                   | Christian X, Roi de Danemark                                   | Christian X, Roi de Danemark                                   | Christian X, Roi de Danemark                                   |  |  | Haakon VII, Roi de Norvège ∞ Maud, Pcesse du Royaume-Uni | Haakon VII, Roi de Norvège ∞ Maud, Pcesse du Royaume-Uni | Haakon VII, Roi de Norvège ∞ Maud, Pcesse du Royaume-Uni | Haakon VII, Roi de Norvège ∞ Maud, Pcesse du Royaume-Uni | Haakon VII, Roi de Norvège ∞ Maud, Pcesse du Royaume-Uni | Haakon VII, Roi de Norvège ∞ Maud, Pcesse du Royaume-Uni |  |  |                                                                      |                                                                      |                                                                      |                                                                      | Ingeborg, Pcesse de Danemark ∞ Charles, Pce de Suède                 | Ingeborg, Pcesse de Danemark ∞ Charles, Pce de Suède                 | Ingeborg, Pcesse de Danemark ∞ Charles, Pce de Suède           | Ingeborg, Pcesse de Danemark ∞ Charles, Pce de Suède           | Ingeborg, Pcesse de Danemark ∞ Charles, Pce de Suède           | Ingeborg, Pcesse de Danemark ∞ Charles, Pce de Suède           |                                                       |                                                       |                                                       |                                                       |  |  | André, Pce de Grèce ∞ Alice, Pcesse de Battenberg            | André, Pce de Grèce ∞ Alice, Pcesse de Battenberg            | André, Pce de Grèce ∞ Alice, Pcesse de Battenberg            | André, Pce de Grèce ∞ Alice, Pcesse de Battenberg            | André, Pce de Grèce ∞ Alice, Pcesse de Battenberg            | André, Pce de Grèce ∞ Alice, Pcesse de Battenberg            |                                                          |                                                          | Constantin Ier, Roi des Hellènes ∞ Sophie, Pcesse de Prusse et d'Allemagne | Constantin Ier, Roi des Hellènes ∞ Sophie, Pcesse de Prusse et d'Allemagne | Constantin Ier, Roi des Hellènes ∞ Sophie, Pcesse de Prusse et d'Allemagne | Constantin Ier, Roi des Hellènes ∞ Sophie, Pcesse de Prusse et d'Allemagne | Constantin Ier, Roi des Hellènes ∞ Sophie, Pcesse de Prusse et d'Allemagne | Constantin Ier, Roi des Hellènes ∞ Sophie, Pcesse de Prusse et d'Allemagne |  |  |  |  |  |  |  |  |  |  |  |  |  |  |  |  |  |  |  |  |  |  |  |  |  |  |  |  |  |  |  |  |  |  |  |  |  |  |  |  |  |  |  |  |  |  |  |  |  |  |  |  |  |  |
|  |  |                                                                      |                                                                      |                                                                      |                                                                      |                                                                      |                                                                      |  |  |                                                                             |                                                                             |                                                                             |                                                                             |                                                                             |                                                                             |  |  |                                                                                        |                                                                                        |                                                                                        |                                                                                        |                                                                                        |                                                                                        |  |  |                                                                |                                                                |                                                                |                                                                |                                                                |                                                                |  |  |                                                          |                                                          |                                                          |                                                          |                                                          |                                                          |  |  |                                                                      |                                                                      |                                                                      |                                                                      |                                                                      |                                                                      |                                                                |                                                                |                                                                |                                                                |                                                       |                                                       |                                                       |                                                       |  |  |                                                              |                                                              |                                                              |                                                              |                                                              |                                                              |                                                          |                                                          |                                                                            |                                                                            |                                                                            |                                                                            |                                                                            |                                                                            |  |  |  |  |  |  |  |  |  |  |  |  |  |  |  |  |  |  |  |  |  |  |  |  |  |  |  |  |  |  |  |  |  |  |  |  |  |  |  |  |  |  |  |  |  |  |  |  |  |  |  |  |  |  |
|  |  |                                                                      |                                                                      |                                                                      |                                                                      |                                                                      |                                                                      |  |  |                                                                             |                                                                             |                                                                             |                                                                             |                                                                             |                                                                             |  |  |                                                                                        |                                                                                        |                                                                                        |                                                                                        |                                                                                        |                                                                                        |  |  |                                                                |                                                                |                                                                |                                                                |                                                                |                                                                |  |  |                                                          |                                                          |                                                          |                                                          |                                                          |                                                          |  |  |                                                                      |                                                                      |                                                                      |                                                                      |                                                                      |                                                                      |                                                                |                                                                |                                                                |                                                                |                                                       |                                                       |                                                       |                                                       |  |  |                                                              |                                                              |                                                              |                                                              |                                                              |                                                              |                                                          |                                                          |                                                                            |                                                                            |                                                                            |                                                                            |                                                                            |                                                                            |  |  |  |  |  |  |  |  |  |  |  |  |  |  |  |  |  |  |  |  |  |  |  |  |  |  |  |  |  |  |  |  |  |  |  |  |  |  |  |  |  |  |  |  |  |  |  |  |  |  |  |  |  |  |
|  |  | Beatrix, Reine des Pays-Bas ∞ Claus von Amsberg                      | Beatrix, Reine des Pays-Bas ∞ Claus von Amsberg                      | Beatrix, Reine des Pays-Bas ∞ Claus von Amsberg                      | Beatrix, Reine des Pays-Bas ∞ Claus von Amsberg                      | Beatrix, Reine des Pays-Bas ∞ Claus von Amsberg                      | Beatrix, Reine des Pays-Bas ∞ Claus von Amsberg                      |  |  | Gustave-Adolphe, Pce royal de Suède ∞ Sibylle, Pcesse de Saxe-Cobourg-Gotha | Gustave-Adolphe, Pce royal de Suède ∞ Sibylle, Pcesse de Saxe-Cobourg-Gotha | Gustave-Adolphe, Pce royal de Suède ∞ Sibylle, Pcesse de Saxe-Cobourg-Gotha | Gustave-Adolphe, Pce royal de Suède ∞ Sibylle, Pcesse de Saxe-Cobourg-Gotha | Gustave-Adolphe, Pce royal de Suède ∞ Sibylle, Pcesse de Saxe-Cobourg-Gotha | Gustave-Adolphe, Pce royal de Suède ∞ Sibylle, Pcesse de Saxe-Cobourg-Gotha |  |  | Ingrid, Pcesse de Suède                                                                | Ingrid, Pcesse de Suède                                                                | Ingrid, Pcesse de Suède                                                                | Ingrid, Pcesse de Suède                                                                | Ingrid, Pcesse de Suède                                                                | Ingrid, Pcesse de Suède                                                                |  |  | Frédéric IX, Roi de Danemark                                   | Frédéric IX, Roi de Danemark                                   | Frédéric IX, Roi de Danemark                                   | Frédéric IX, Roi de Danemark                                   | Frédéric IX, Roi de Danemark                                   | Frédéric IX, Roi de Danemark                                   |  |  | Olav V, Roi de Norvège                                   | Olav V, Roi de Norvège                                   | Olav V, Roi de Norvège                                   | Olav V, Roi de Norvège                                   | Olav V, Roi de Norvège                                   | Olav V, Roi de Norvège                                   |  |  | Märtha, Pcesse de Suède                                              | Märtha, Pcesse de Suède                                              | Märtha, Pcesse de Suède                                              | Märtha, Pcesse de Suède                                              | Märtha, Pcesse de Suède                                              | Märtha, Pcesse de Suède                                              |                                                                |                                                                | Astrid, Pcesse de Suède ∞ Léopold III, Roi des Belges          | Astrid, Pcesse de Suède ∞ Léopold III, Roi des Belges          | Astrid, Pcesse de Suède ∞ Léopold III, Roi des Belges | Astrid, Pcesse de Suède ∞ Léopold III, Roi des Belges | Astrid, Pcesse de Suède ∞ Léopold III, Roi des Belges | Astrid, Pcesse de Suède ∞ Léopold III, Roi des Belges |  |  | Philip, Duc d'Édimbourg ∞ Élisabeth II, Reine du Royaume-Uni | Philip, Duc d'Édimbourg ∞ Élisabeth II, Reine du Royaume-Uni | Philip, Duc d'Édimbourg ∞ Élisabeth II, Reine du Royaume-Uni | Philip, Duc d'Édimbourg ∞ Élisabeth II, Reine du Royaume-Uni | Philip, Duc d'Édimbourg ∞ Élisabeth II, Reine du Royaume-Uni | Philip, Duc d'Édimbourg ∞ Élisabeth II, Reine du Royaume-Uni |                                                          |                                                          | Paul Ier, Roi des Hellènes ∞ Frederika, Pcesse de Hanovre                  | Paul Ier, Roi des Hellènes ∞ Frederika, Pcesse de Hanovre                  | Paul Ier, Roi des Hellènes ∞ Frederika, Pcesse de Hanovre                  | Paul Ier, Roi des Hellènes ∞ Frederika, Pcesse de Hanovre                  | Paul Ier, Roi des Hellènes ∞ Frederika, Pcesse de Hanovre                  | Paul Ier, Roi des Hellènes ∞ Frederika, Pcesse de Hanovre                  |  |  |  |  |  |  |  |  |  |  |  |  |  |  |  |  |  |  |  |  |  |  |  |  |  |  |  |  |  |  |  |  |  |  |  |  |  |  |  |  |  |  |  |  |  |  |  |  |  |  |  |  |  |  |
|  |  | Beatrix, Reine des Pays-Bas ∞ Claus von Amsberg                      | Beatrix, Reine des Pays-Bas ∞ Claus von Amsberg                      | Beatrix, Reine des Pays-Bas ∞ Claus von Amsberg                      | Beatrix, Reine des Pays-Bas ∞ Claus von Amsberg                      | Beatrix, Reine des Pays-Bas ∞ Claus von Amsberg                      | Beatrix, Reine des Pays-Bas ∞ Claus von Amsberg                      |  |  | Gustave-Adolphe, Pce royal de Suède ∞ Sibylle, Pcesse de Saxe-Cobourg-Gotha | Gustave-Adolphe, Pce royal de Suède ∞ Sibylle, Pcesse de Saxe-Cobourg-Gotha | Gustave-Adolphe, Pce royal de Suède ∞ Sibylle, Pcesse de Saxe-Cobourg-Gotha | Gustave-Adolphe, Pce royal de Suède ∞ Sibylle, Pcesse de Saxe-Cobourg-Gotha | Gustave-Adolphe, Pce royal de Suède ∞ Sibylle, Pcesse de Saxe-Cobourg-Gotha | Gustave-Adolphe, Pce royal de Suède ∞ Sibylle, Pcesse de Saxe-Cobourg-Gotha |  |  | Ingrid, Pcesse de Suède                                                                | Ingrid, Pcesse de Suède                                                                | Ingrid, Pcesse de Suède                                                                | Ingrid, Pcesse de Suède                                                                | Ingrid, Pcesse de Suède                                                                | Ingrid, Pcesse de Suède                                                                |  |  | Frédéric IX, Roi de Danemark                                   | Frédéric IX, Roi de Danemark                                   | Frédéric IX, Roi de Danemark                                   | Frédéric IX, Roi de Danemark                                   | Frédéric IX, Roi de Danemark                                   | Frédéric IX, Roi de Danemark                                   |  |  | Olav V, Roi de Norvège                                   | Olav V, Roi de Norvège                                   | Olav V, Roi de Norvège                                   | Olav V, Roi de Norvège                                   | Olav V, Roi de Norvège                                   | Olav V, Roi de Norvège                                   |  |  | Märtha, Pcesse de Suède                                              | Märtha, Pcesse de Suède                                              | Märtha, Pcesse de Suède                                              | Märtha, Pcesse de Suède                                              | Märtha, Pcesse de Suède                                              | Märtha, Pcesse de Suède                                              |                                                                |                                                                | Astrid, Pcesse de Suède ∞ Léopold III, Roi des Belges          | Astrid, Pcesse de Suède ∞ Léopold III, Roi des Belges          | Astrid, Pcesse de Suède ∞ Léopold III, Roi des Belges | Astrid, Pcesse de Suède ∞ Léopold III, Roi des Belges | Astrid, Pcesse de Suède ∞ Léopold III, Roi des Belges | Astrid, Pcesse de Suède ∞ Léopold III, Roi des Belges |  |  | Philip, Duc d'Édimbourg ∞ Élisabeth II, Reine du Royaume-Uni | Philip, Duc d'Édimbourg ∞ Élisabeth II, Reine du Royaume-Uni | Philip, Duc d'Édimbourg ∞ Élisabeth II, Reine du Royaume-Uni | Philip, Duc d'Édimbourg ∞ Élisabeth II, Reine du Royaume-Uni | Philip, Duc d'Édimbourg ∞ Élisabeth II, Reine du Royaume-Uni | Philip, Duc d'Édimbourg ∞ Élisabeth II, Reine du Royaume-Uni |                                                          |                                                          | Paul Ier, Roi des Hellènes ∞ Frederika, Pcesse de Hanovre                  | Paul Ier, Roi des Hellènes ∞ Frederika, Pcesse de Hanovre                  | Paul Ier, Roi des Hellènes ∞ Frederika, Pcesse de Hanovre                  | Paul Ier, Roi des Hellènes ∞ Frederika, Pcesse de Hanovre                  | Paul Ier, Roi des Hellènes ∞ Frederika, Pcesse de Hanovre                  | Paul Ier, Roi des Hellènes ∞ Frederika, Pcesse de Hanovre                  |  |  |  |  |  |  |  |  |  |  |  |  |  |  |  |  |  |  |  |  |  |  |  |  |  |  |  |  |  |  |  |  |  |  |  |  |  |  |  |  |  |  |  |  |  |  |  |  |  |  |  |  |  |  |
|  |  |                                                                      |                                                                      |                                                                      |                                                                      |                                                                      |                                                                      |  |  |                                                                             |                                                                             |                                                                             |                                                                             |                                                                             |                                                                             |  |  |                                                                                        |                                                                                        |                                                                                        |                                                                                        |                                                                                        |                                                                                        |  |  |                                                                |                                                                |                                                                |                                                                |                                                                |                                                                |  |  |                                                          |                                                          |                                                          |                                                          |                                                          |                                                          |  |  |                                                                      |                                                                      |                                                                      |                                                                      |                                                                      |                                                                      |                                                                |                                                                |                                                                |                                                                |                                                       |                                                       |                                                       |                                                       |  |  |                                                              |                                                              |                                                              |                                                              |                                                              |                                                              |                                                          |                                                          |                                                                            |                                                                            |                                                                            |                                                                            |                                                                            |                                                                            |  |  |  |  |  |  |  |  |  |  |  |  |  |  |  |  |  |  |  |  |  |  |  |  |  |  |  |  |  |  |  |  |  |  |  |  |  |  |  |  |  |  |  |  |  |  |  |  |  |  |  |  |  |  |
|  |  |                                                                      |                                                                      |                                                                      |                                                                      |                                                                      |                                                                      |  |  |                                                                             |                                                                             |                                                                             |                                                                             |                                                                             |                                                                             |  |  |                                                                                        |                                                                                        |                                                                                        |                                                                                        |                                                                                        |                                                                                        |  |  |                                                                |                                                                |                                                                |                                                                |                                                                |                                                                |  |  |                                                          |                                                          |                                                          |                                                          |                                                          |                                                          |  |  |                                                                      |                                                                      |                                                                      |                                                                      |                                                                      |                                                                      |                                                                |                                                                |                                                                |                                                                |                                                       |                                                       |                                                       |                                                       |  |  |                                                              |                                                              |                                                              |                                                              |                                                              |                                                              |                                                          |                                                          |                                                                            |                                                                            |                                                                            |                                                                            |                                                                            |                                                                            |  |  |  |  |  |  |  |  |  |  |  |  |  |  |  |  |  |  |  |  |  |  |  |  |  |  |  |  |  |  |  |  |  |  |  |  |  |  |  |  |  |  |  |  |  |  |  |  |  |  |  |  |  |  |
|  |  | Willem-Alexander, Roi des Pays-Bas ∞ Máxima Zorreguieta              | Willem-Alexander, Roi des Pays-Bas ∞ Máxima Zorreguieta              | Willem-Alexander, Roi des Pays-Bas ∞ Máxima Zorreguieta              | Willem-Alexander, Roi des Pays-Bas ∞ Máxima Zorreguieta              | Willem-Alexander, Roi des Pays-Bas ∞ Máxima Zorreguieta              | Willem-Alexander, Roi des Pays-Bas ∞ Máxima Zorreguieta              |  |  | Charles XVI Gustave, Roi de Suède ∞ Silvia Sommerlath                       | Charles XVI Gustave, Roi de Suède ∞ Silvia Sommerlath                       | Charles XVI Gustave, Roi de Suède ∞ Silvia Sommerlath                       | Charles XVI Gustave, Roi de Suède ∞ Silvia Sommerlath                       | Charles XVI Gustave, Roi de Suède ∞ Silvia Sommerlath                       | Charles XVI Gustave, Roi de Suède ∞ Silvia Sommerlath                       |  |  | Anne-Marie, Princesse de Danemark ∞ Constantin II, Roi des Hellènes                    | Anne-Marie, Princesse de Danemark ∞ Constantin II, Roi des Hellènes                    | Anne-Marie, Princesse de Danemark ∞ Constantin II, Roi des Hellènes                    | Anne-Marie, Princesse de Danemark ∞ Constantin II, Roi des Hellènes                    | Anne-Marie, Princesse de Danemark ∞ Constantin II, Roi des Hellènes                    | Anne-Marie, Princesse de Danemark ∞ Constantin II, Roi des Hellènes                    |  |  | Margrethe II, Reine de Danemark ∞ Henri de Laborde de Monpezat | Margrethe II, Reine de Danemark ∞ Henri de Laborde de Monpezat | Margrethe II, Reine de Danemark ∞ Henri de Laborde de Monpezat | Margrethe II, Reine de Danemark ∞ Henri de Laborde de Monpezat | Margrethe II, Reine de Danemark ∞ Henri de Laborde de Monpezat | Margrethe II, Reine de Danemark ∞ Henri de Laborde de Monpezat |  |  | Harald V, Roi de Norvège ∞ Sonja Haraldsen               | Harald V, Roi de Norvège ∞ Sonja Haraldsen               | Harald V, Roi de Norvège ∞ Sonja Haraldsen               | Harald V, Roi de Norvège ∞ Sonja Haraldsen               | Harald V, Roi de Norvège ∞ Sonja Haraldsen               | Harald V, Roi de Norvège ∞ Sonja Haraldsen               |  |  | Joséphine-Charlotte, Pcesse de Belgique ∞ Jean, Gd-duc de Luxembourg | Joséphine-Charlotte, Pcesse de Belgique ∞ Jean, Gd-duc de Luxembourg | Joséphine-Charlotte, Pcesse de Belgique ∞ Jean, Gd-duc de Luxembourg | Joséphine-Charlotte, Pcesse de Belgique ∞ Jean, Gd-duc de Luxembourg | Joséphine-Charlotte, Pcesse de Belgique ∞ Jean, Gd-duc de Luxembourg | Joséphine-Charlotte, Pcesse de Belgique ∞ Jean, Gd-duc de Luxembourg |                                                                |                                                                | Albert II, Roi des Belges ∞ Paola Ruffo di Calabria            | Albert II, Roi des Belges ∞ Paola Ruffo di Calabria            | Albert II, Roi des Belges ∞ Paola Ruffo di Calabria   | Albert II, Roi des Belges ∞ Paola Ruffo di Calabria   | Albert II, Roi des Belges ∞ Paola Ruffo di Calabria   | Albert II, Roi des Belges ∞ Paola Ruffo di Calabria   |  |  | Charles III, Roi du Royaume-Uni ∞ Diana Spencer              | Charles III, Roi du Royaume-Uni ∞ Diana Spencer              | Charles III, Roi du Royaume-Uni ∞ Diana Spencer              | Charles III, Roi du Royaume-Uni ∞ Diana Spencer              | Charles III, Roi du Royaume-Uni ∞ Diana Spencer              | Charles III, Roi du Royaume-Uni ∞ Diana Spencer              |                                                          |                                                          | Sophie, Pcesse de Grèce ∞ Juan Carlos Ier, Roi d'Espagne                   | Sophie, Pcesse de Grèce ∞ Juan Carlos Ier, Roi d'Espagne                   | Sophie, Pcesse de Grèce ∞ Juan Carlos Ier, Roi d'Espagne                   | Sophie, Pcesse de Grèce ∞ Juan Carlos Ier, Roi d'Espagne                   | Sophie, Pcesse de Grèce ∞ Juan Carlos Ier, Roi d'Espagne                   | Sophie, Pcesse de Grèce ∞ Juan Carlos Ier, Roi d'Espagne                   |  |  |  |  |  |  |  |  |  |  |  |  |  |  |  |  |  |  |  |  |  |  |  |  |  |  |  |  |  |  |  |  |  |  |  |  |  |  |  |  |  |  |  |  |  |  |  |  |  |  |  |  |  |  |
|  |  | Willem-Alexander, Roi des Pays-Bas ∞ Máxima Zorreguieta              | Willem-Alexander, Roi des Pays-Bas ∞ Máxima Zorreguieta              | Willem-Alexander, Roi des Pays-Bas ∞ Máxima Zorreguieta              | Willem-Alexander, Roi des Pays-Bas ∞ Máxima Zorreguieta              | Willem-Alexander, Roi des Pays-Bas ∞ Máxima Zorreguieta              | Willem-Alexander, Roi des Pays-Bas ∞ Máxima Zorreguieta              |  |  | Charles XVI Gustave, Roi de Suède ∞ Silvia Sommerlath                       | Charles XVI Gustave, Roi de Suède ∞ Silvia Sommerlath                       | Charles XVI Gustave, Roi de Suède ∞ Silvia Sommerlath                       | Charles XVI Gustave, Roi de Suède ∞ Silvia Sommerlath                       | Charles XVI Gustave, Roi de Suède ∞ Silvia Sommerlath                       | Charles XVI Gustave, Roi de Suède ∞ Silvia Sommerlath                       |  |  | Anne-Marie, Princesse de Danemark ∞ Constantin II, Roi des Hellènes                    | Anne-Marie, Princesse de Danemark ∞ Constantin II, Roi des Hellènes                    | Anne-Marie, Princesse de Danemark ∞ Constantin II, Roi des Hellènes                    | Anne-Marie, Princesse de Danemark ∞ Constantin II, Roi des Hellènes                    | Anne-Marie, Princesse de Danemark ∞ Constantin II, Roi des Hellènes                    | Anne-Marie, Princesse de Danemark ∞ Constantin II, Roi des Hellènes                    |  |  | Margrethe II, Reine de Danemark ∞ Henri de Laborde de Monpezat | Margrethe II, Reine de Danemark ∞ Henri de Laborde de Monpezat | Margrethe II, Reine de Danemark ∞ Henri de Laborde de Monpezat | Margrethe II, Reine de Danemark ∞ Henri de Laborde de Monpezat | Margrethe II, Reine de Danemark ∞ Henri de Laborde de Monpezat | Margrethe II, Reine de Danemark ∞ Henri de Laborde de Monpezat |  |  | Harald V, Roi de Norvège ∞ Sonja Haraldsen               | Harald V, Roi de Norvège ∞ Sonja Haraldsen               | Harald V, Roi de Norvège ∞ Sonja Haraldsen               | Harald V, Roi de Norvège ∞ Sonja Haraldsen               | Harald V, Roi de Norvège ∞ Sonja Haraldsen               | Harald V, Roi de Norvège ∞ Sonja Haraldsen               |  |  | Joséphine-Charlotte, Pcesse de Belgique ∞ Jean, Gd-duc de Luxembourg | Joséphine-Charlotte, Pcesse de Belgique ∞ Jean, Gd-duc de Luxembourg | Joséphine-Charlotte, Pcesse de Belgique ∞ Jean, Gd-duc de Luxembourg | Joséphine-Charlotte, Pcesse de Belgique ∞ Jean, Gd-duc de Luxembourg | Joséphine-Charlotte, Pcesse de Belgique ∞ Jean, Gd-duc de Luxembourg | Joséphine-Charlotte, Pcesse de Belgique ∞ Jean, Gd-duc de Luxembourg |                                                                |                                                                | Albert II, Roi des Belges ∞ Paola Ruffo di Calabria            | Albert II, Roi des Belges ∞ Paola Ruffo di Calabria            | Albert II, Roi des Belges ∞ Paola Ruffo di Calabria   | Albert II, Roi des Belges ∞ Paola Ruffo di Calabria   | Albert II, Roi des Belges ∞ Paola Ruffo di Calabria   | Albert II, Roi des Belges ∞ Paola Ruffo di Calabria   |  |  | Charles III, Roi du Royaume-Uni ∞ Diana Spencer              | Charles III, Roi du Royaume-Uni ∞ Diana Spencer              | Charles III, Roi du Royaume-Uni ∞ Diana Spencer              | Charles III, Roi du Royaume-Uni ∞ Diana Spencer              | Charles III, Roi du Royaume-Uni ∞ Diana Spencer              | Charles III, Roi du Royaume-Uni ∞ Diana Spencer              |                                                          |                                                          | Sophie, Pcesse de Grèce ∞ Juan Carlos Ier, Roi d'Espagne                   | Sophie, Pcesse de Grèce ∞ Juan Carlos Ier, Roi d'Espagne                   | Sophie, Pcesse de Grèce ∞ Juan Carlos Ier, Roi d'Espagne                   | Sophie, Pcesse de Grèce ∞ Juan Carlos Ier, Roi d'Espagne                   | Sophie, Pcesse de Grèce ∞ Juan Carlos Ier, Roi d'Espagne                   | Sophie, Pcesse de Grèce ∞ Juan Carlos Ier, Roi d'Espagne                   |  |  |  |  |  |  |  |  |  |  |  |  |  |  |  |  |  |  |  |  |  |  |  |  |  |  |  |  |  |  |  |  |  |  |  |  |  |  |  |  |  |  |  |  |  |  |  |  |  |  |  |  |  |  |
|  |  | Catharina-Amalia, Pcesse d'Orange                                    | Catharina-Amalia, Pcesse d'Orange                                    | Catharina-Amalia, Pcesse d'Orange                                    | Catharina-Amalia, Pcesse d'Orange                                    | Catharina-Amalia, Pcesse d'Orange                                    | Catharina-Amalia, Pcesse d'Orange                                    |  |  | Victoria, Pcesse royale de Suède ∞ Daniel Westling                          | Victoria, Pcesse royale de Suède ∞ Daniel Westling                          | Victoria, Pcesse royale de Suède ∞ Daniel Westling                          | Victoria, Pcesse royale de Suède ∞ Daniel Westling                          | Victoria, Pcesse royale de Suède ∞ Daniel Westling                          | Victoria, Pcesse royale de Suède ∞ Daniel Westling                          |  |  | Paul, Diadoque de Grèce ∞ Marie-Chantal Miller                                         | Paul, Diadoque de Grèce ∞ Marie-Chantal Miller                                         | Paul, Diadoque de Grèce ∞ Marie-Chantal Miller                                         | Paul, Diadoque de Grèce ∞ Marie-Chantal Miller                                         | Paul, Diadoque de Grèce ∞ Marie-Chantal Miller                                         | Paul, Diadoque de Grèce ∞ Marie-Chantal Miller                                         |  |  | Frédéric X, Roi de Danemark ∞ Mary Donaldson                   | Frédéric X, Roi de Danemark ∞ Mary Donaldson                   | Frédéric X, Roi de Danemark ∞ Mary Donaldson                   | Frédéric X, Roi de Danemark ∞ Mary Donaldson                   | Frédéric X, Roi de Danemark ∞ Mary Donaldson                   | Frédéric X, Roi de Danemark ∞ Mary Donaldson                   |  |  | Haakon, Pce royal de Norvège ∞ Mette-Marit Tjessem Høiby | Haakon, Pce royal de Norvège ∞ Mette-Marit Tjessem Høiby | Haakon, Pce royal de Norvège ∞ Mette-Marit Tjessem Høiby | Haakon, Pce royal de Norvège ∞ Mette-Marit Tjessem Høiby | Haakon, Pce royal de Norvège ∞ Mette-Marit Tjessem Høiby | Haakon, Pce royal de Norvège ∞ Mette-Marit Tjessem Høiby |  |  | Henri, Gd-duc de Luxembourg ∞ María Teresa Mestre                    | Henri, Gd-duc de Luxembourg ∞ María Teresa Mestre                    | Henri, Gd-duc de Luxembourg ∞ María Teresa Mestre                    | Henri, Gd-duc de Luxembourg ∞ María Teresa Mestre                    | Henri, Gd-duc de Luxembourg ∞ María Teresa Mestre                    | Henri, Gd-duc de Luxembourg ∞ María Teresa Mestre                    |                                                                |                                                                | Philippe, Roi des Belges ∞ Mathilde d'Udekem d'Acoz            | Philippe, Roi des Belges ∞ Mathilde d'Udekem d'Acoz            | Philippe, Roi des Belges ∞ Mathilde d'Udekem d'Acoz   | Philippe, Roi des Belges ∞ Mathilde d'Udekem d'Acoz   | Philippe, Roi des Belges ∞ Mathilde d'Udekem d'Acoz   | Philippe, Roi des Belges ∞ Mathilde d'Udekem d'Acoz   |  |  | William, Pce de Galles ∞ Catherine Middleton                 | William, Pce de Galles ∞ Catherine Middleton                 | William, Pce de Galles ∞ Catherine Middleton                 | William, Pce de Galles ∞ Catherine Middleton                 | William, Pce de Galles ∞ Catherine Middleton                 | William, Pce de Galles ∞ Catherine Middleton                 |                                                          |                                                          | Felipe VI, Roi d'Espagne ∞ Letizia Ortiz                                   | Felipe VI, Roi d'Espagne ∞ Letizia Ortiz                                   | Felipe VI, Roi d'Espagne ∞ Letizia Ortiz                                   | Felipe VI, Roi d'Espagne ∞ Letizia Ortiz                                   | Felipe VI, Roi d'Espagne ∞ Letizia Ortiz                                   | Felipe VI, Roi d'Espagne ∞ Letizia Ortiz                                   |  |  |  |  |  |  |  |  |  |  |  |  |  |  |  |  |  |  |  |  |  |  |  |  |  |  |  |  |  |  |  |  |  |  |  |  |  |  |  |  |  |  |  |  |  |  |  |  |  |  |  |  |  |  |

### Sur la reine Anne-Marie
- (da) Sara Blaedel, Anne-Marie : Dronning Uden Rige [« Anne-Marie : reine sans royaume »], P. Haase, 2000 (ISBN 978-87-559-1146-8, OCLC 47764462, lire en ligne).
- (da) Niels Kølle, Fra prinsesse til dronning : Anne-Maries bryllup [« De princesse à reine : le mariage d'Anne-Marie »], Illustrationsforlaget, 1964 (OCLC 8048473, lire en ligne)
- (en) Jeffrey Lee, « Greece: Queen Anne Marie », dans Crown of Venus: A Guide to Royal Women Around the World, Writers Club Press, 2000 (ISBN 0595091407), p. 37-41.
- (da) Jon Bloch Skipper, Tre søstre : Samtaler mellem dronning Margrethe, prinsesse Benedikte og dronning Anne-Marie [« Trois sœurs : conversations entre la reine Margrethe, la princesse Benedikte et la reine Anne-Marie »], Lindhardt og Ringhof, 2008, 227 p. (ISBN 978-87-11-30060-2, OCLC 473619172, lire en ligne).
- (da) Herbert Spencer, Anne-Marie : prinsesse af Danmark, Hellenernes Dronning [« Anne Marie : princesse de Danemark, reine des Hellènes »], Gutenberghus, 1973 (OCLC 463288040, lire en ligne).
- (el) κ. Αλεξάνδρας Στεφανοπούλου, Άννα-Μαρία : Η τελευταία βασίλισσα ; [« Anne-Marie : la dernière reine ? »], Εκδόσεις Φερενίκη,‎ 2019, 247 p. (ISBN 9789609513692).

### Sur la famille royale de Grèce en général
- (en) Panagiotis Dimitrakis, Greece and the English : British Diplomacy and the Kings of Greece, Londres, Tauris Academic Studies, 2009 (ISBN 978-1-84511-821-1, BNF 42201901).
- (en) Arturo E. Beéche, Michael of Greece et Helen Hemis-Markesinis, The Royal Hellenic dynasty : From the Collection of Mrs. Helen Helmis-Markesinis, Eurohistory, 2007, 201 p. (ISBN 978-0-9771961-5-9).
- (en) Alan Palmer et Michael of Greece, The Royal House of Greece, Weidenfeld Nicolson Illustrated, 1990 (ISBN 978-0-297-83060-3).
- (es) Ricardo Mateos Sáinz de Medrano, La Familia de la Reina Sofía : La Dinastía griega, la Casa de Hannover y los reales primos de Europa, Madrid, La Esfera de los Libros, 2004, 573 p. (ISBN 978-84-9734-195-0).
- (en) John Van der Kiste, Kings of the Hellenes : The Greek Kings, 1863-1974, Sutton Publishing, 1994, 200 p. (ISBN 978-0-7509-2147-3).

### Biographies de membres de la famille royale de Grèce
- (es) Eva Celada, Irene de Grecia : La princesa rebelde, Plaza & Janés, 2007, 274 p. (ISBN 978-84-01-30545-0).
- (en) Stelio Hourmouzios, No Ordinary Crown : A Biography of King Paul of the Hellenes, Weidenfeld & N, 1972, 375 p. (ISBN 978-0-297-99408-4).
- (en) Olga S. Opfell, « H.M. Constantine II, King of the Hellenes », dans Royalty Who Wait: The 21 Heads of Formerly Regnant Houses of Europe, McFarland & Cie, 2001 (ISBN 0-7864-09-01-0), p. 203-211.
- (en) Nicholas Tantzos, H. M. Konstantine XIII : King of the Hellenes, Atlantic International Publications, 1990, 264 p. (ISBN 978-0-938311-12-6).
- (en) Hugo Vickers, Alice : Princess Andrew of Greece, Londres, Hamish Hamilton, 2000 (ISBN 978-0-241-13686-7).

### Souvenirs et mémoires princiers
- (el) Γεώργιος Π. Μαλούχος, Βασιλεύς Κωνσταντίνος, t. Ι, II et III, Athènes, Εκδόσεις Το Βήμα,‎ 2015, 411 p. (ISBN 978-960-50-3693-5).
- (fr) Margrethe II de Danemark, Le Métier de reine, Paris, Fayard, 1990 (ISBN 978-2-213-02538-4, BNF 35075866).
- (en) Queen Frederica of the Hellenes, A Measure of Understanding, MacMillan, 1971 (ISBN 978-0-333-12454-3).

### Bases de données et dictionnaires
- Ressource relative aux beaux-arts :   - National Portrait Gallery
- Ressource relative à l'audiovisuel :   - IMDb
- Notices dans des dictionnaires ou encyclopédies généralistes :   - Dansk biografisk leksikon
  - Den Store Danske Encyklopædi
  - Nationalencyklopedin
  - Munzinger
  - Store norske leksikon
- Notices d'autorité :   - VIAF
  - ISNI
  - BnF (données)
  - IdRef
  - LCCN
  - GND
  - Grèce
  - WorldCat

### Autres liens externes
- (en) « Queen Anne Marie », sur The Greek Royal Family, 23 février 2012 (consulté le 31 octobre 2016).
- Régine Salens, « Portrait : Anne-Marie, reine de Grèce », sur Noblesse & Royauté, 23 février 2012 (consulté le 1er janvier 2024).
- Régine Salens, « Anne-Marie de Grèce : les diadèmes d’une reine », sur Noblesse & Royauté, 18 septembre 2014 (consulté le 31 octobre 2016).
- Régine Salens, « Les 50 ans de mariage de Constantin et Anne-Marie de Grèce », sur Noblesse & Royauté, 18 septembre 2014 (consulté le 31 octobre 2016).
- Philippe Delorme, « Anne-Marie de Grèce, sa vie après la chute de la monarchie », sur Point de vue, 28 août 2022 (consulté le 26 octobre 2022).